# St-Martin (Chadenac)

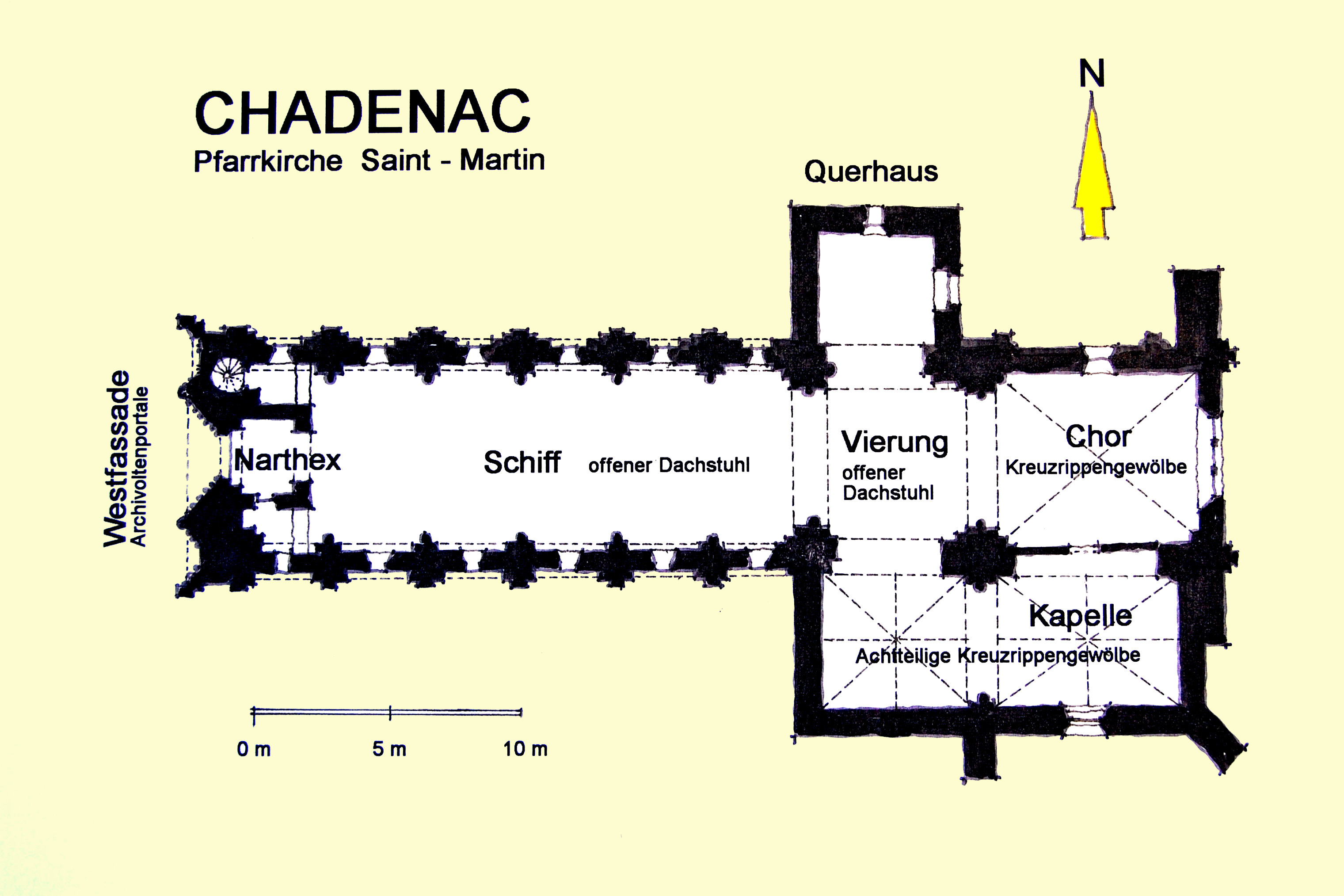
Chadenac, Pfarrkirche St.-Martin, Grundriss

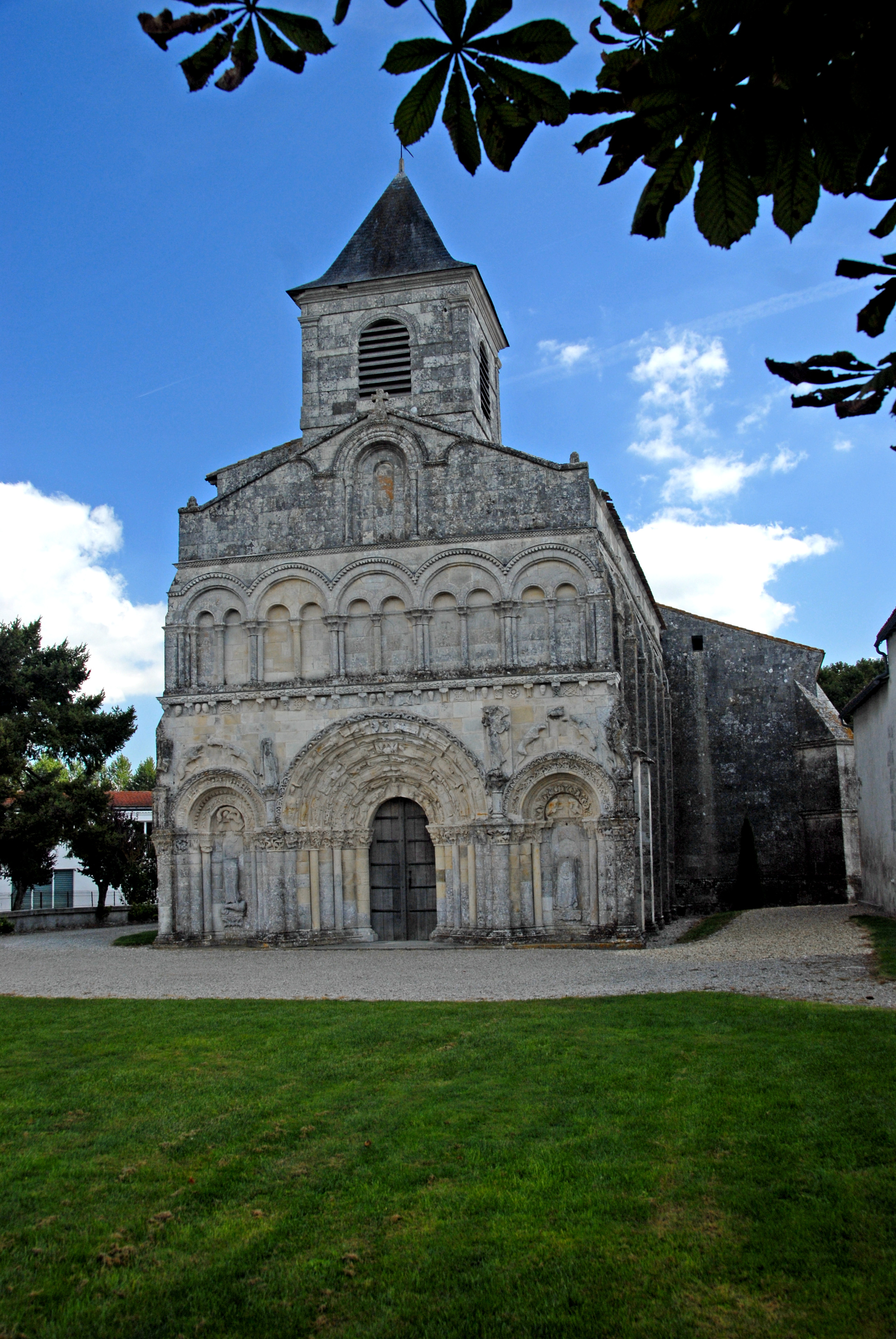
Chadenac, Pfarrkirche St.-Martin, Fassade mit Glockenturm

Saint-Martin de Chadenac ist ein Kirchengebäude in Chadenac, einer kleinen Ortschaft im Département Charente-Maritime in der Region Nouvelle-Aquitaine, circa 30 Kilometer südöstlich von Saintes und circa 20 Kilometer südwestlich von Cognac. Die ehemalige Prioratskirche bewahrt einen hochrangigen Schatz der romanischen Baukunst, ihre Westfassade und deren Archivolten-Skulptur.

## Geschichte
Von dem Priorat von Chadenac, das der Abtei Charroux unterstellt war, sind außer der ehemaligen Prioratskirche keine Zeugnisse bekannt. Das Priorat, die Ursprünge seiner Kirche und deren Fassade stammen aus dem 12. Jahrhundert.
Der Chor der Kirche erhielt vermutlich im 13. Jahrhundert ein Kreuzrippengewölbe. Der südliche Querhausarm und die spätere Erweiterung um eine Kapelle wurden im 14. Jahrhundert mit achtteiligen Kreuzrippengewölben ausgestattet.
In den Religionskriegen (1562–1598) verlor das Kirchenschiff sein Tonnengewölbe und die Vierung ihr Kuppelgewölbe.
In der Französischen Revolution (1793–1796) wurde das Priorat oder das, was von ihm übrig geblieben war, als Nationalgut verkauft und abgebrochen. In dieser Zeit entstanden auch große Beschädigungen an der Fassade der Kirche.
1883 erhielt die Kirche die Klassifizierung als „Monument Historique“.

## Pfarrkirche Saint–Martin

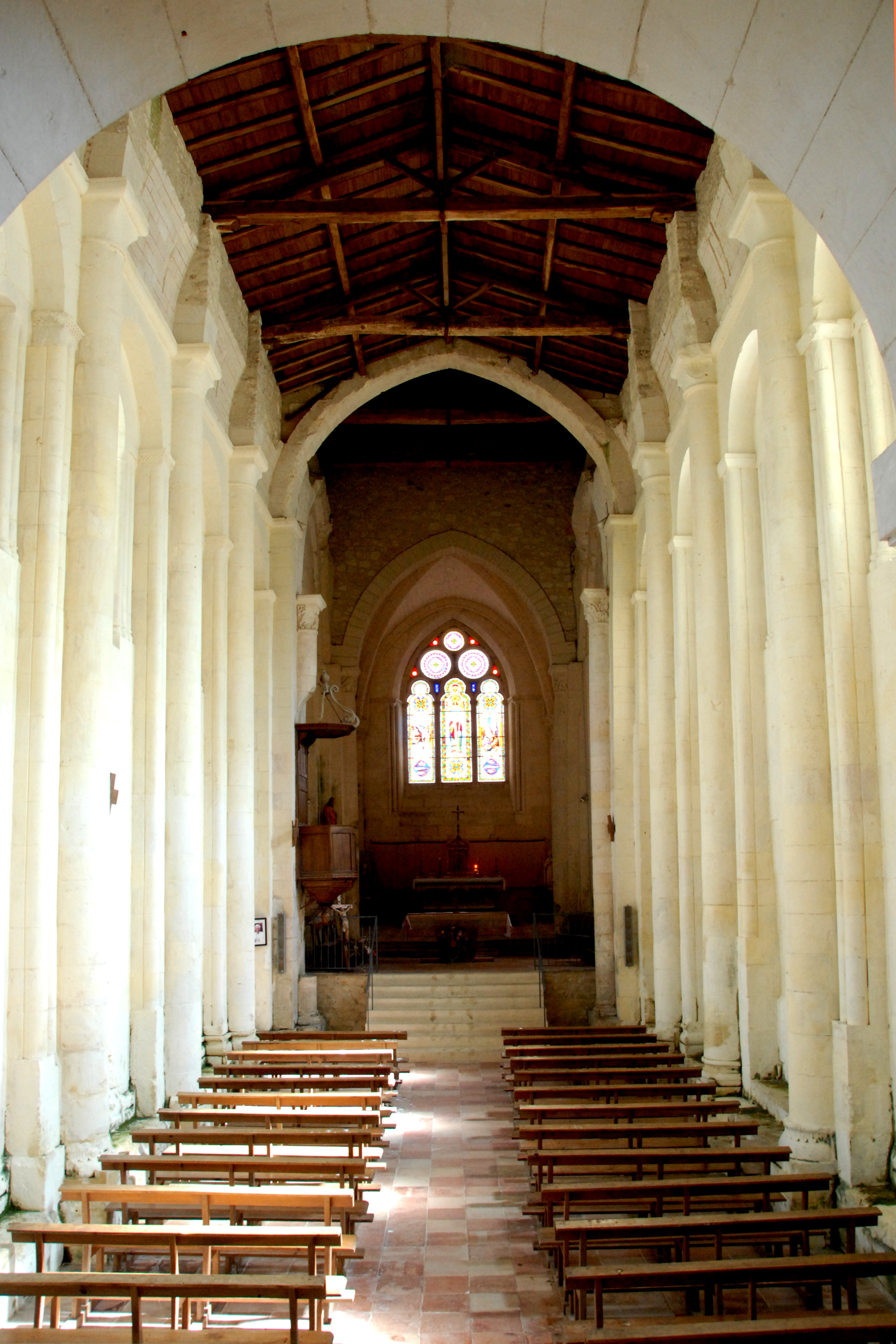
Chadenac, Pfarrkirche St.-Martin, Schiff, Blick zum Chor

Bis zum Untergang des Priorates von Chadenac war sie dessen Prioratskirche. Die aufwändige Gestaltung der Außen- und Innenseiten des Schiffs und die üppige Skulptur der Fassade zeugen von einträglichen Einkünften des Priorates im 12. Jahrhundert, gefördert durch das Mutterkloster. Diesbezüglich von Bedeutung war auch die unmittelbare Nähe eines der Hauptpilgerwege nach Santiago de Compostela.

### Inneres
Die Kirche ist einschiffig, mit einem Querhaus, einer ausgeschiedenen Vierung, einem rechteckigen Chor und einer Kapelle am südlichen Querhausarm.
Das Schiff ist sechs Joche lang und hat seine ehemalige Einwölbung mit einer Tonne und Gurtbögen, in rechteckigem Querschnitt, durch Brandschatzung in den Religionskriegen verloren. Der noch erhaltene, heute freistehende Gurtbogen am Querhaus deutet darauf hin, dass auch das Gewölbe des Schiffs angespitzt war. Die Jochunterteilung erfolgt durch Halbsäulen in glatter Oberfläche, die oben mit einfachen Kapitellen und Kämpfern ohne jede Ornamentierung abgeschlossen werden. Das einfache Profil der Kämpfer wird zwischen den Säulen als Kraggesims fortgesetzt. Oberhalb dieses Profils ist das Mauerwerk der Wand bis unter den Dachstuhl geführt. Hier erkennt man noch die Ansätze der Einwölbung und der Gurtbögen.

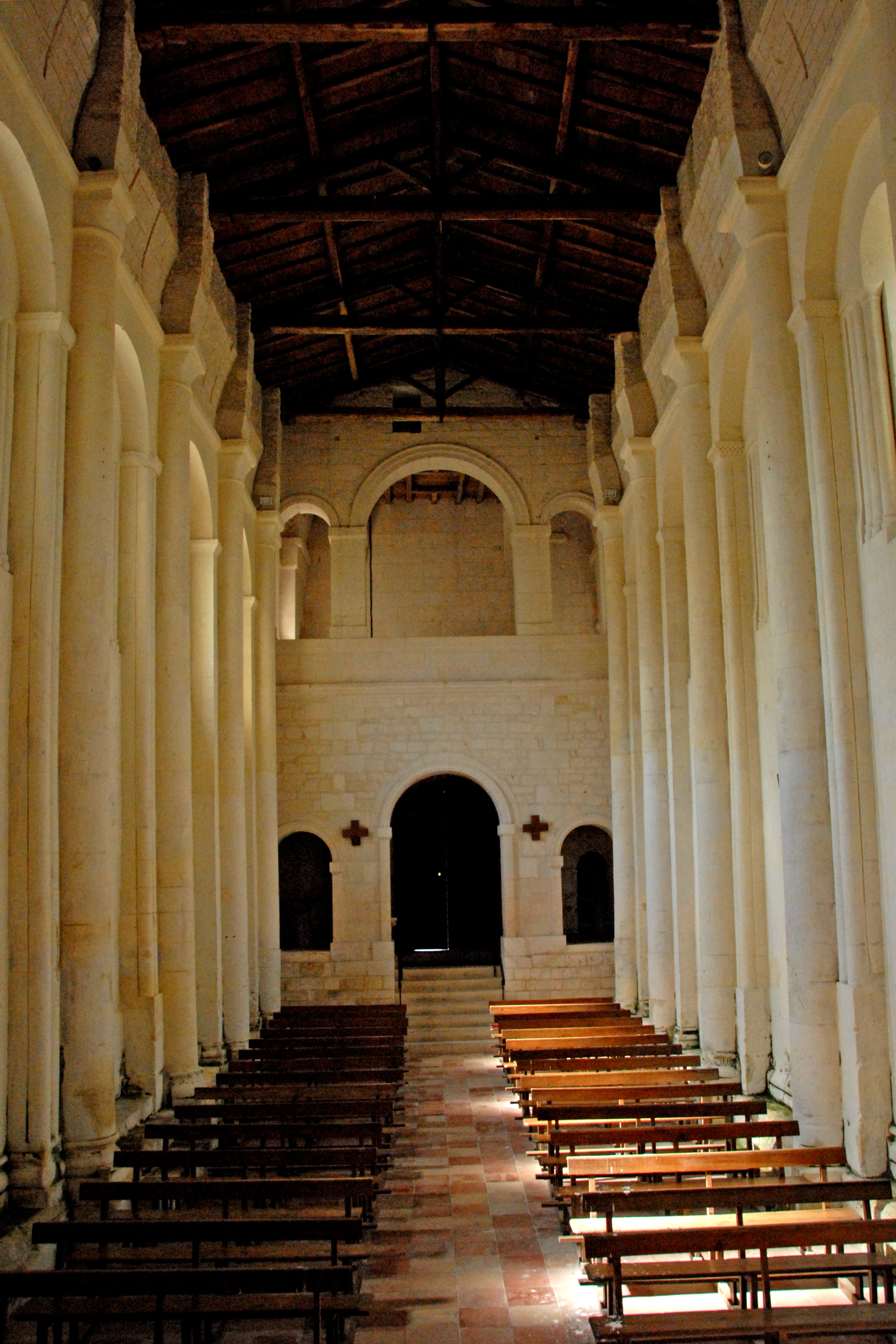
Chadenac, Pfarrkirche St.-Martin, Schiff, Blick nach hinten

Die Felder zwischen den Stützen enthalten jeweils eine Blendarkade mit Rundbogen, der beidseitig auf zwei schlanken Säulen aufsitzt. Parallel zur Kontur dieses Bogens verläuft der Bogen des kleineren Fensters, der ebenso beidseitig auf zwei schlanken Säulen ruht. Durch diese Verdichtung von Säulen und Säulenpaaren entsteht im oberen Bereich eine interessante Gliederung der Wände, die ohne weitere Schmuckornamente auskommt.
Das erste Joch wird zu etwa drei Viertel eingenommen durch den Einbau eines Narthex mit einer Empore, mit rundbogigen Öffnungen zum Schiff.
Den oberen Abschluss bildet der offene Dachstuhl.
Auch die ehemalige Überwölbung der Vierung mit einer achtseitigen Kuppel existiert nicht mehr, so dass dort ebenfalls der Dachstuhl zu sehen ist. Die Öffnungen um die Vierung herum sind mit angespitzten Bögen überdeckt, die auf Pfeilervorlagen mit rechtwinkligem Querschnitt aufstehen.
In der Vierung führt eine breite Treppe mit sieben Stufen hinauf auf das Niveau des Chores. Es ist zu vermuten, dass es unter der Bodenanhebung eine Krypta gibt oder gab. Der rechteckige Chor, mit flachem Abschluss und einem großen mittigen Spitzbogenfenster mit Maßwerk, wird von einem Kreuzrippengewölbe überdeckt. Der südliche Querhausarm und die anschließende Kapelle haben achtteilige Kreuzrippengewölbe.
Im Schiff ist ein archäologisches Fundstück aus dem 3. Jahrhundert ausgestellt. Der Text auf seinem Hinweisschild lautet frei übersetzt:

„Torso des Gottes Mercurius, bedeckt von einem Mantel, gehalten von einer Fibel. Aus dem 3. Jahrhundert unserer Zeitrechnung. Dieses Stück und viele andere beschädigte Skulpturen wurden wieder verwendet in den Grundmauern einer merowingischen Kapelle.“

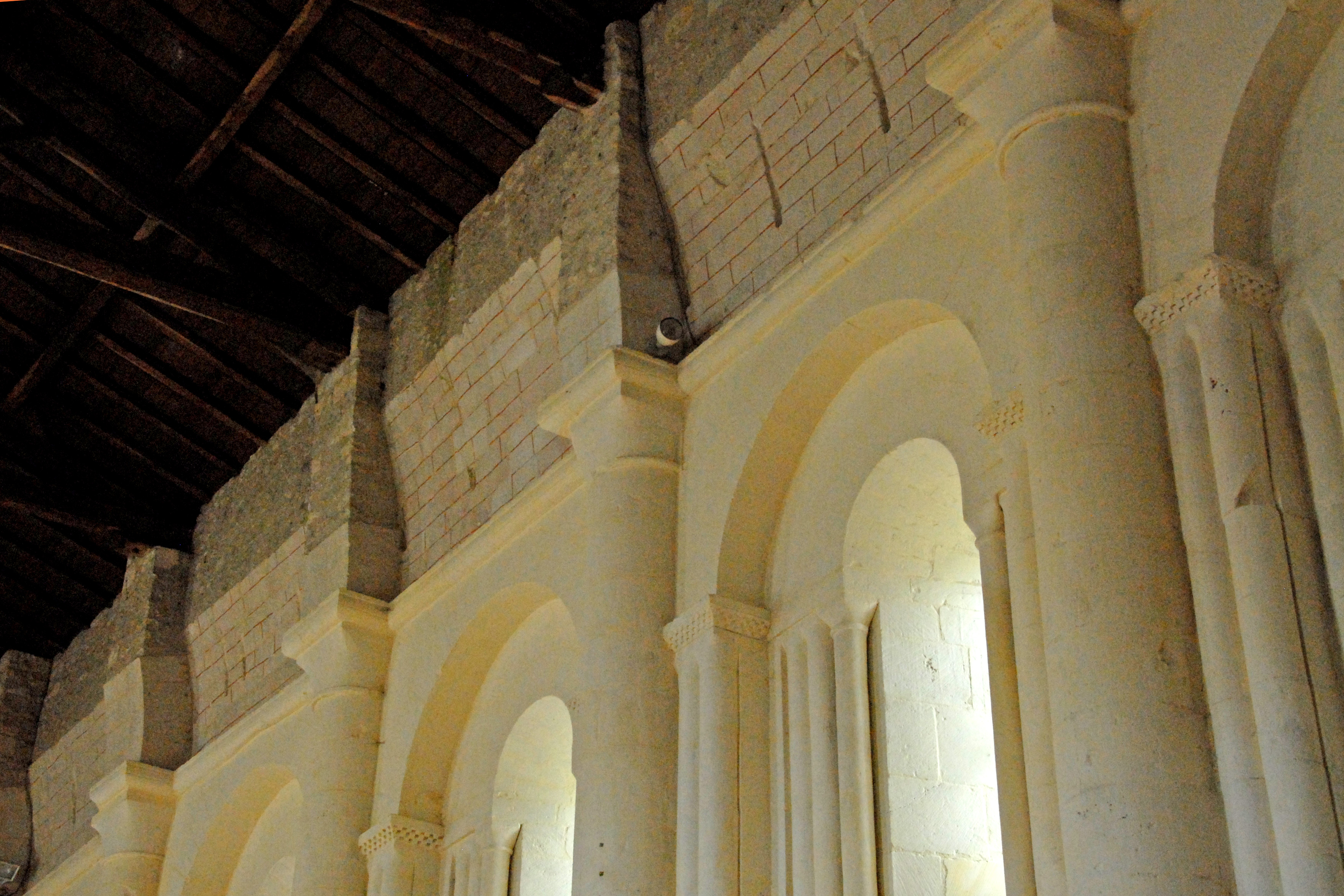
Chadenac, Pfarrkirche St.-Martin, Schiff, Nordwand

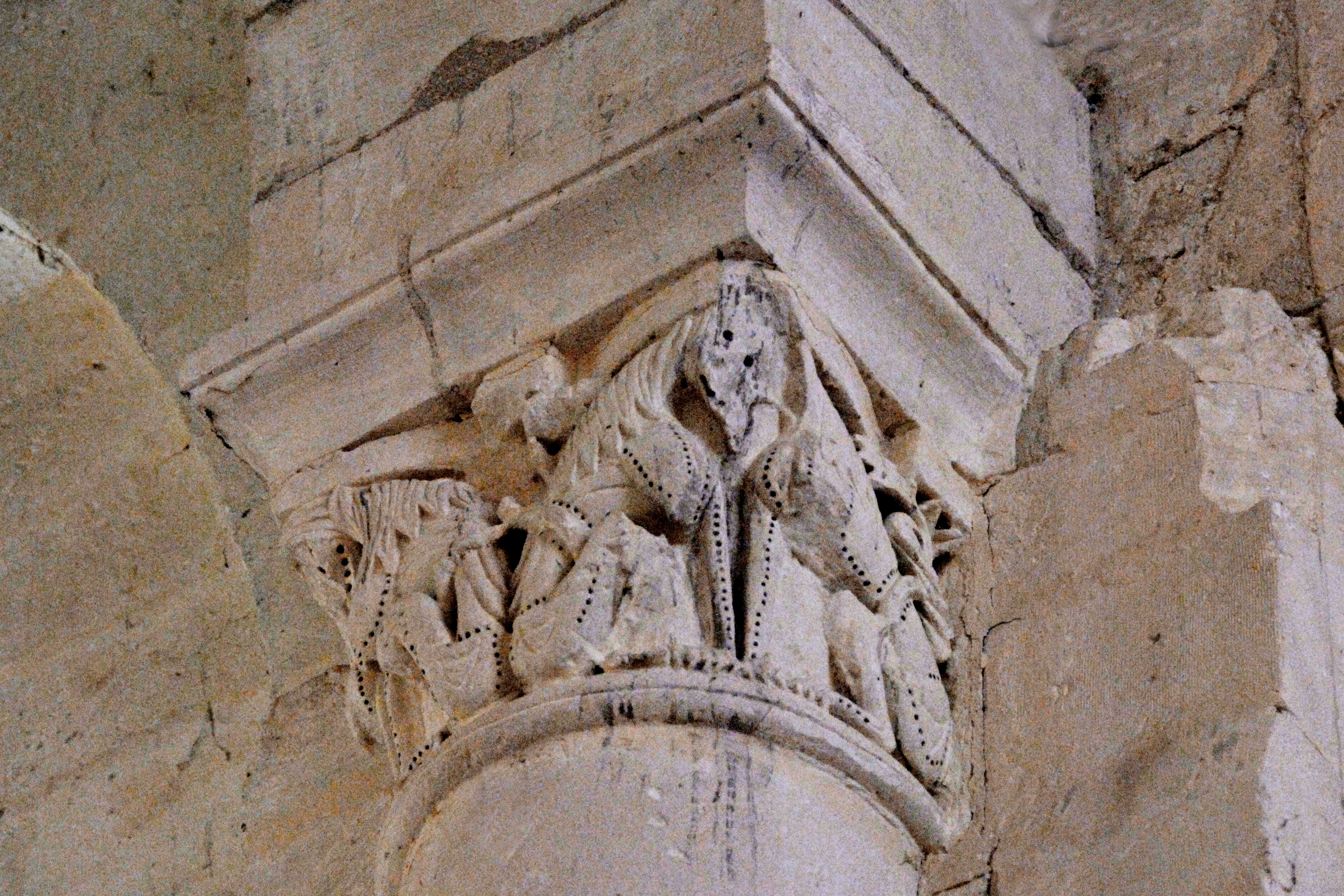
Chadenac, Kapitell im Schiff
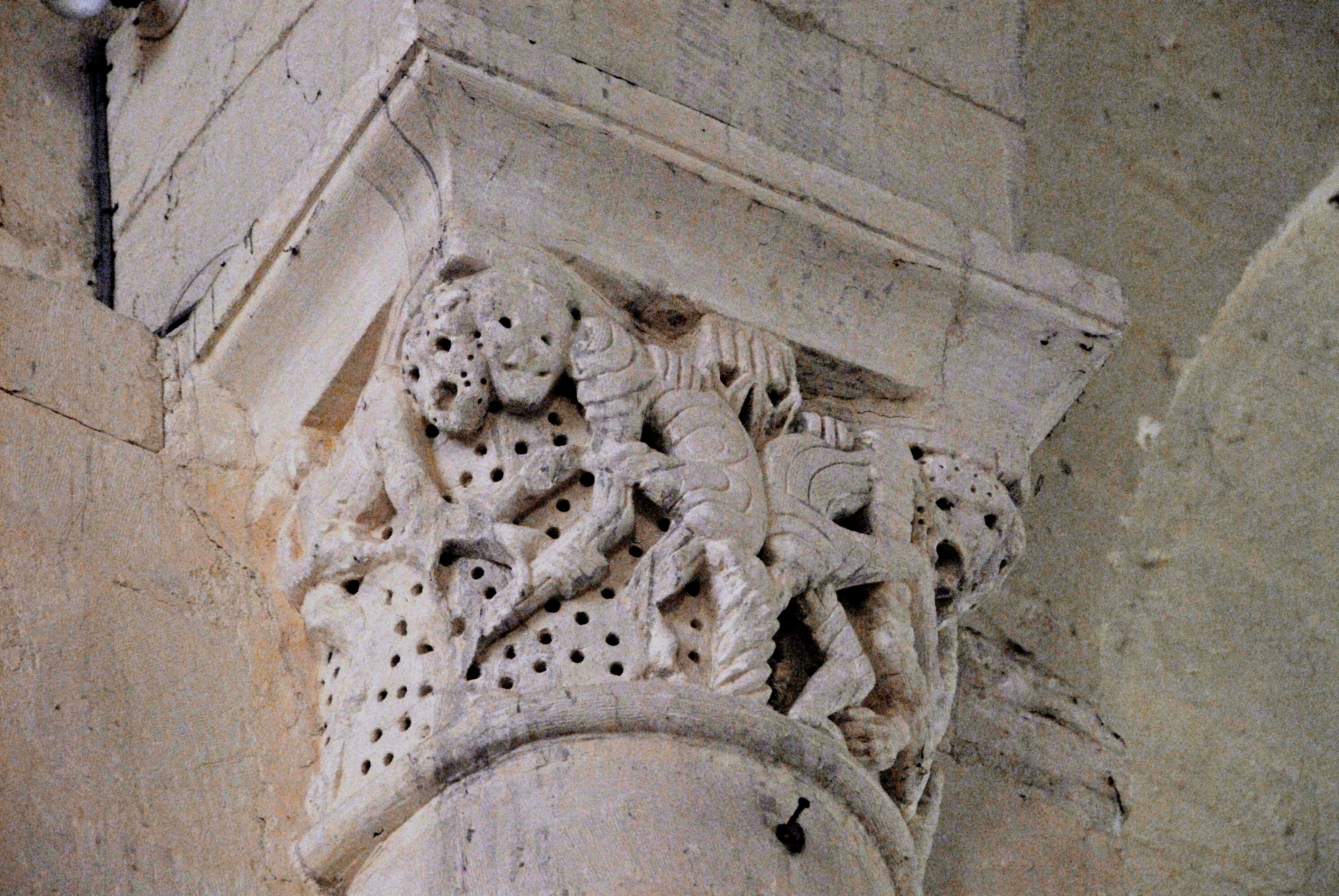
Chadenac, Kapitell im Schiff
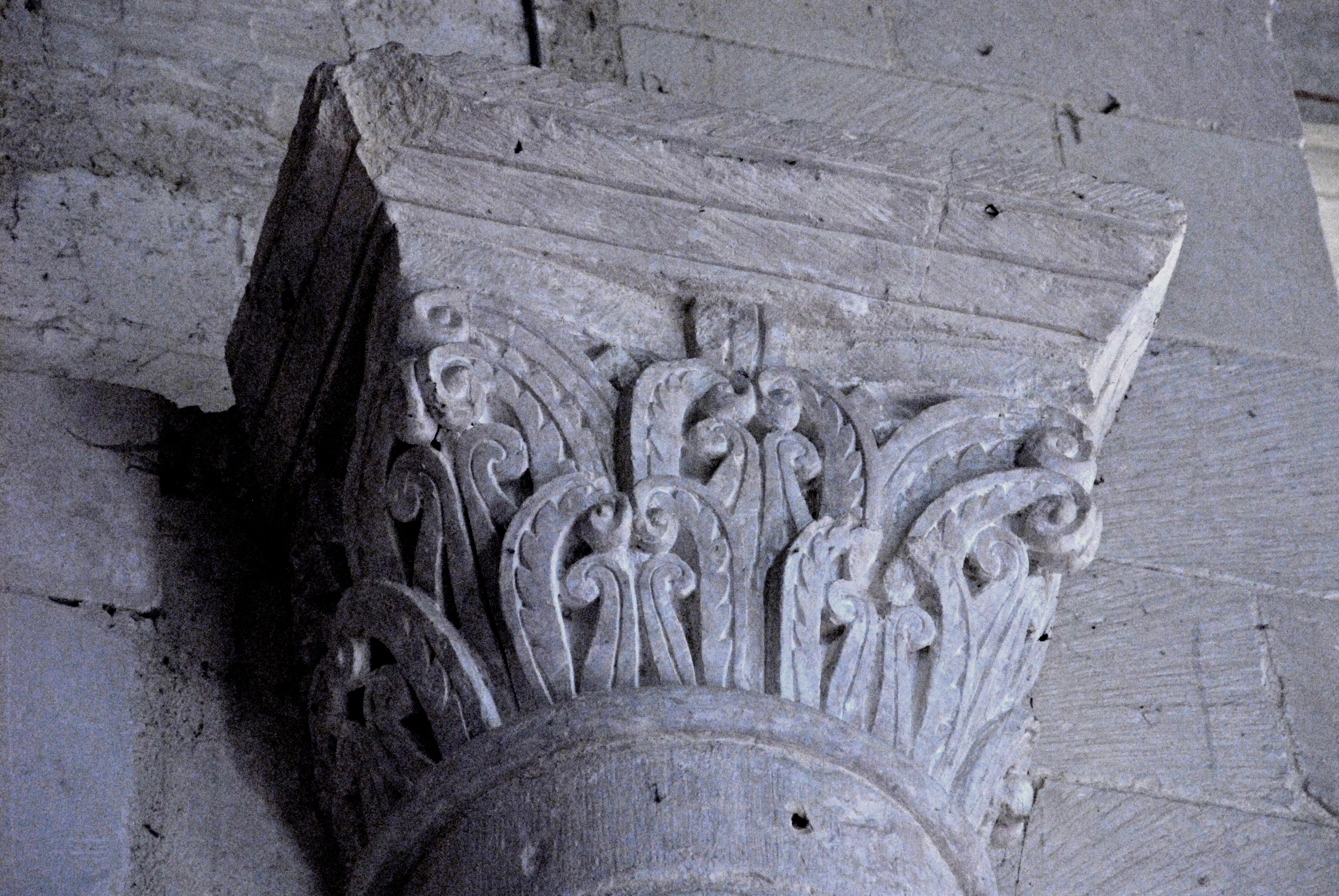
Chadenac, Kapitell im Schiff
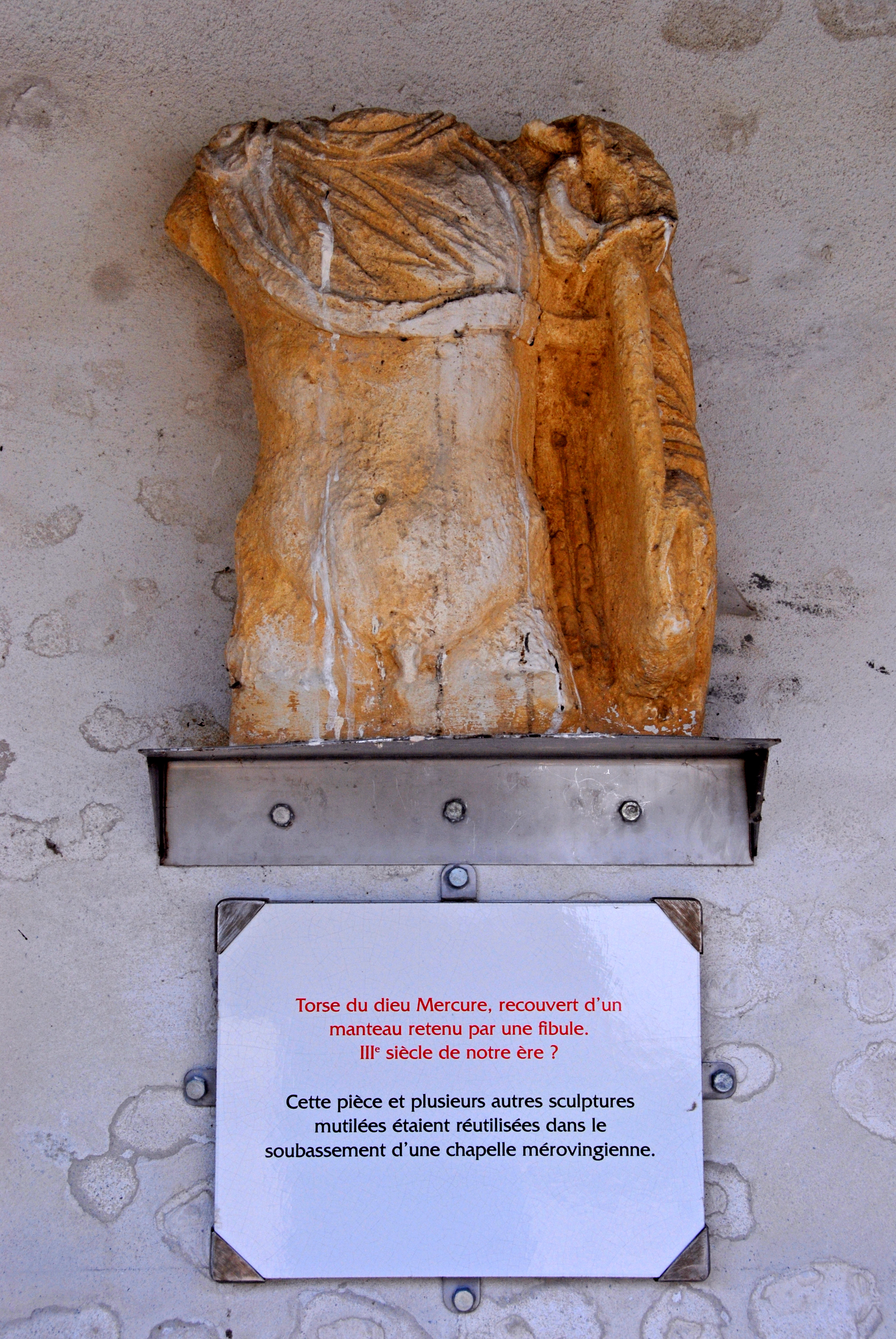
Torso des Mercurius, archäologisches Fundstück

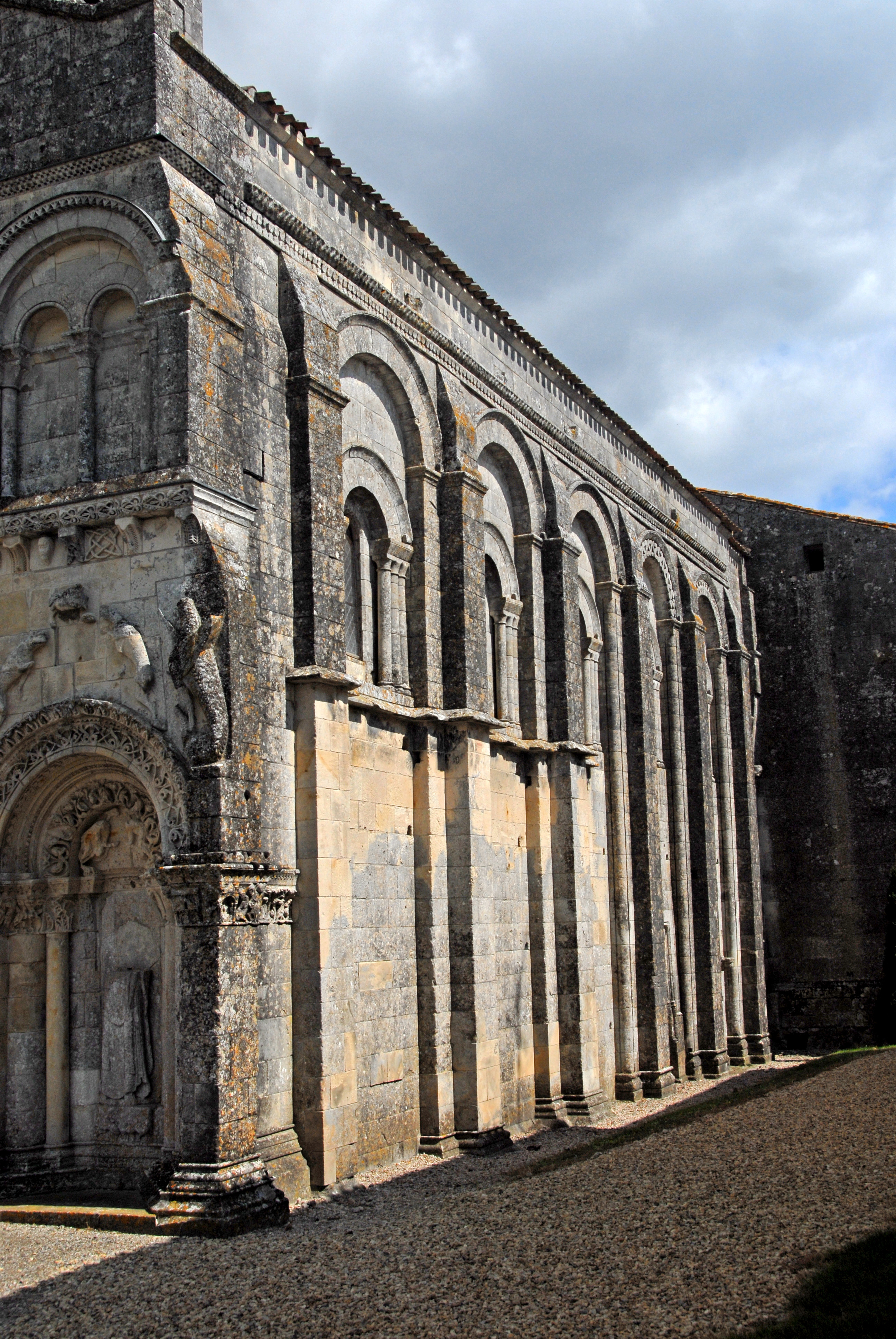
Chadenac, Südseite

### Äußere Gestalt

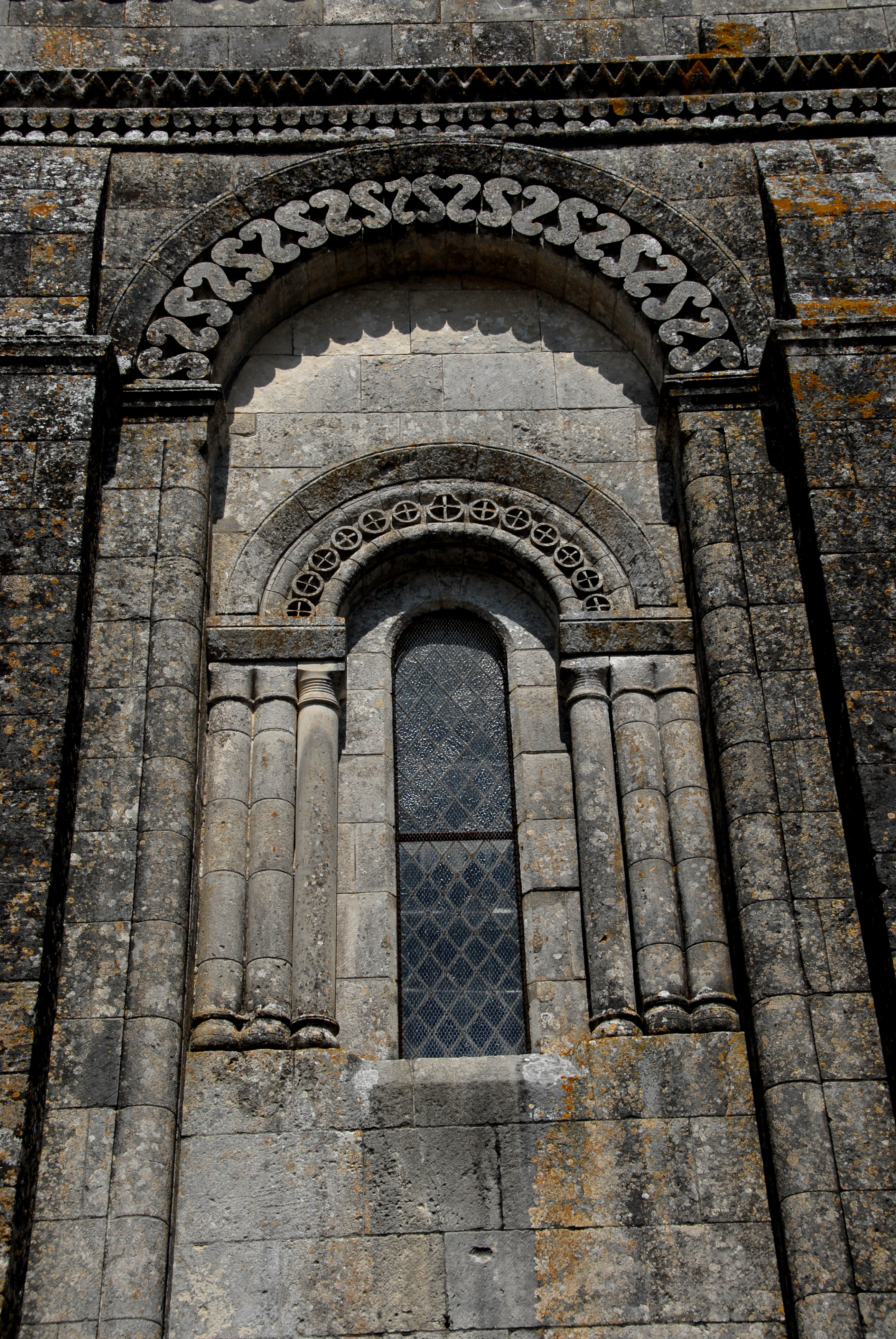
Arkatur Außenwand des Schiffs

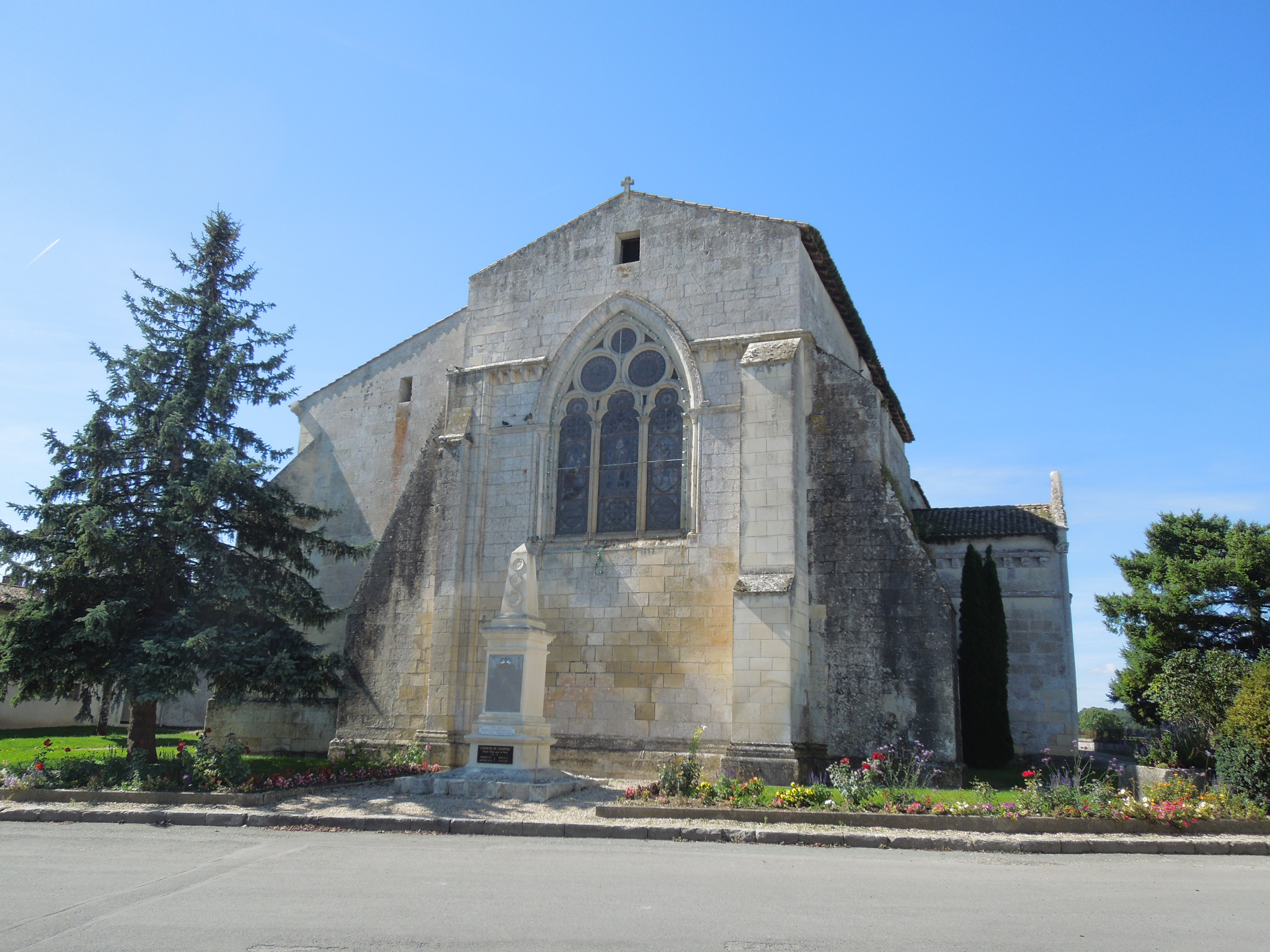
Ostseite

Das Schiff wird an seinem Westgiebel eröffnet durch seine alles beherrschende dreigeschossige Fassade. Die Gliederung in sechs Joche ist auch an seinen Längswänden abzulesen.
In Höhe des Gesimses über dem zweiten Geschoss der Fassade, das noch ein Stück um die Ecke herumgeführt wird, schließt auf der Außenwand ein zweiteiliges über die ganze Länge reichendes Gesimsband an. Es besteht aus einem weit ausladenden Kraggesims und einem darunterliegenden kaum auftragenden Band, die beide durch Stabornamente verziert sind. Darunter enden fünf Pfeilervorlagen mit rechtwinkligem Querschnitt, die der inneren Säulenanordnung entsprechen. Der Vorlagenquerschnitt wird im oberen Bereich in Höhe der Arkadenbögen bis auf Null reduziert. Die von den Pfeilervorlagen und dem Gesimsband eingefassten sechs Felder der Nord- und Südwand werden durch je eine große Blendarkade ausgefüllt. Eine halbkreisförmige Archivolte steht auf Kämpfern, die sich auf den Pfeilervorlagen fortsetzen. Die Stirnseite der Archivolte besteht innen aus einem geometrischen radial angeordneten Ornament in Form des Buchstabens „S“ im Wechsel mit dessen Spiegelbild. Außen herumgeführt wird ein einfaches etwas tieferes Bogenprofil. Die senkrechten Ränder der Blendarkaden bilden jeweils eine schlanke Säule, begleitet von einem schmalen Stück Wand.
Das Innenfeld der Blendarkade wird im oberen Bereich in ganzer Breite mit einem dreistufigen Archivoltenfenster ausgefüllt, an den Seiten mit je drei eng zusammenstehenden schlanken Rundsäulen, mit einfach profilierten Basen und Kapitellen. Auf ausladenden Kämpferprofilen lagern Archivoltenbögen aus zwei Rundstäben und einem leicht auskragenden Einfassprofil. Zwischen den Rundstäben eingefügt ist ein Ornamentband aus dreizehn zylindrischen Teilen, gefüllt mit je einem Kreuz.
Das romanische schlanke Rundbogenfenster ist innerhalb der Archivolten- und Säulenumgebung noch einmal eingefasst von einem einfachen zurücktretenden Wandstreifen.
In den ersten beiden Jochen gibt es noch in Höhe der Fensterbrüstung ein ausladendes Gesimsprofil, das über die Wandflächen und Pfeilervorlagen hinweg durchläuft.
Oberhalb des Gesimsbandes über den großen Blendarkadenbögen wird die glatte Wandfläche ungegliedert noch ein Stück weiter hoch geführt, bis unter das einfach profilierte Kraggesims der Traufe.

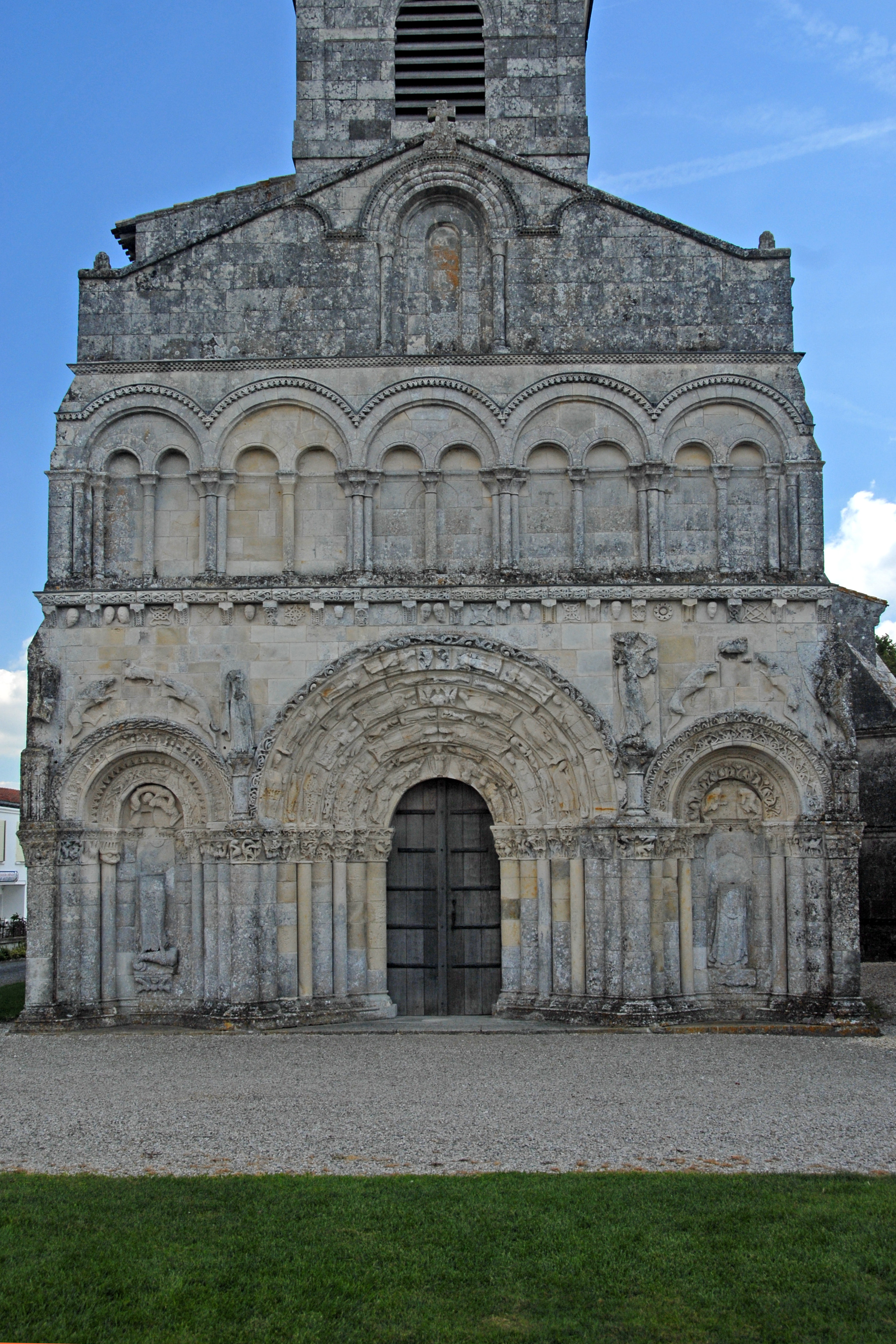
Ansicht der Westfassade

Über dem fast quadratischen Grundriss des Narthex erhebt sich der Glockenturm, seine Vorderwand mit etwas Abstand hinter der Fassadenoberfläche. Die Wandflächen des Turms oberhalb des Fassadenfirstes haben die Form eines liegenden Rechtecks und sind rundum von Lisenen eingerahmt. Den oberen Abschluss der Wände bildet ein weit ausladendes, mehrfach abgestuftes Traufgesims. Der Turmhelm besteht aus einer Holzkonstruktion in Pyramidenform mit ca. 60 Grad Dachneigung, in Nähe der Traufe abgeschleppt. Gedeckt ist er mit dunkelgrauem Schiefer. In der Wand öffnet sich eine rundbogige Schallluke.
Schiff, Querschiff und Chor haben flach geneigte Satteldächer, mit „echten“ Traufen an den Nord- und Südseiten. Zwischen Schiff und Querhauswand entsteht dabei ein Höhenversatz. Die Dacheindeckungen bestehen aus dunklen Mönch-Nonnen-Ziegeln.

## Westfassade
Die Fassade der ehemaligen Prioratskirche von Saint-Martin in Chadenac zählt zu den schönsten in der Saintonge.

### Grobgliederung

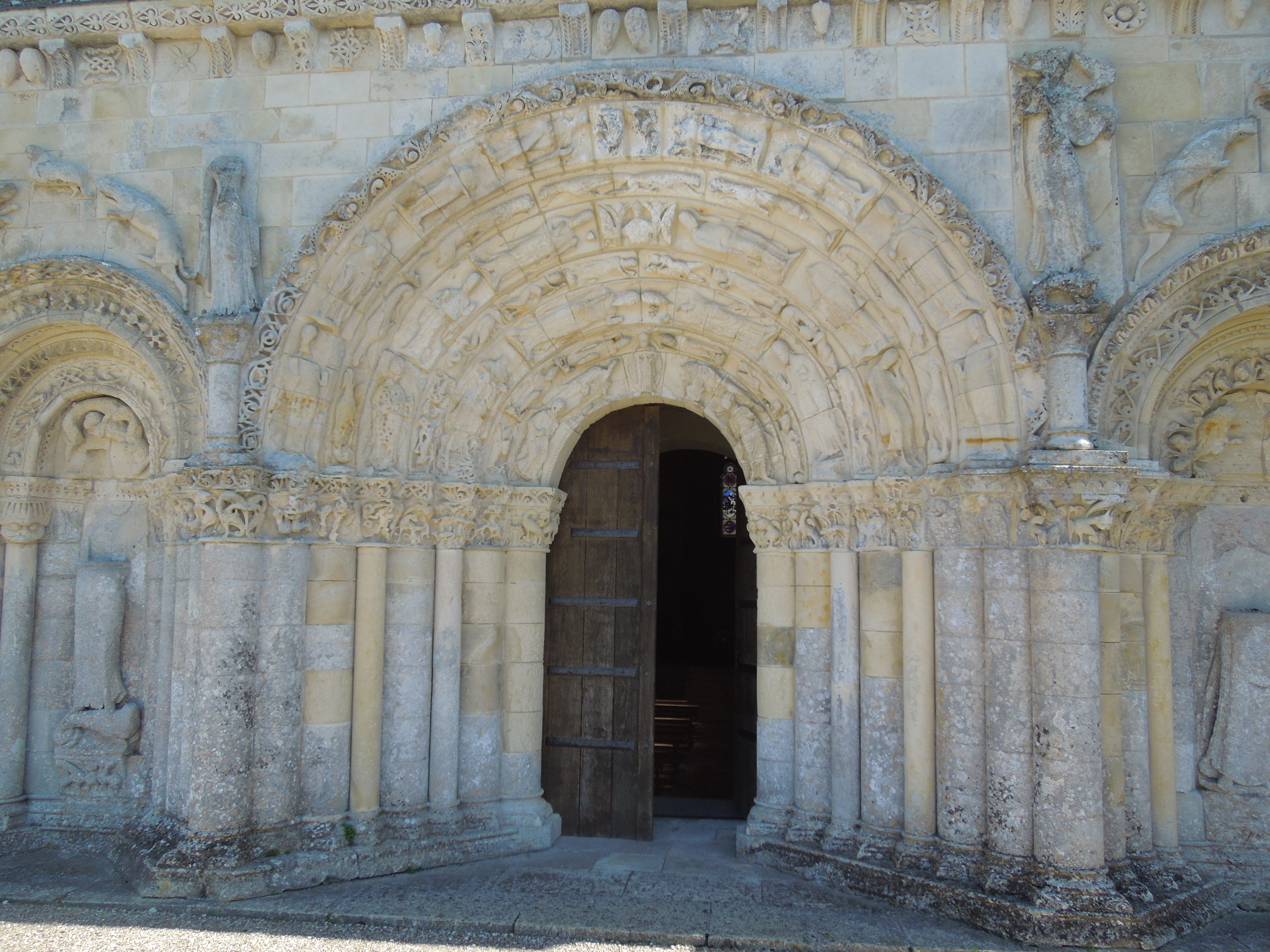
Chadenac, Portal

Die Fassade vom Boden bis zum Giebelfirst wird, abweichend vom sonst in der Saintonge üblichen Schema, in drei Geschosse unterteilt, etwa im Verhältnis zwei Viertel + ein Viertel + ein Viertel. Abgewichen wird auch bei der Vertikalunterteilung in drei Abschnitte, die hier nur im Erdgeschoss stattfindet, im Verhältnis ein Viertel + zwei Viertel + ein Viertel. Die Gesamtbreite der Fassade verringert sich nach oben hin, von Geschoss zu Geschoss abgestuft.

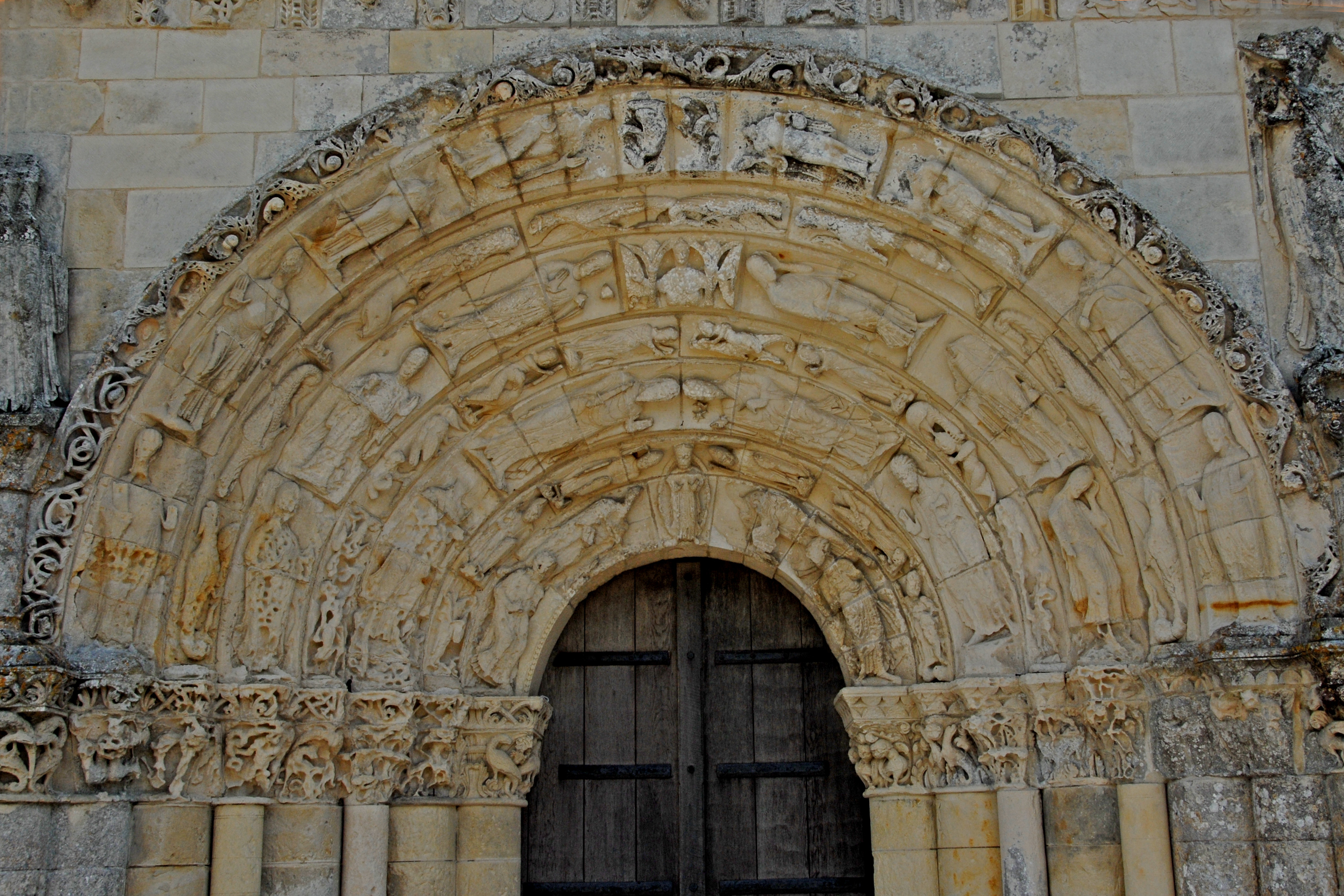
Chadenac, Archivoltenportal

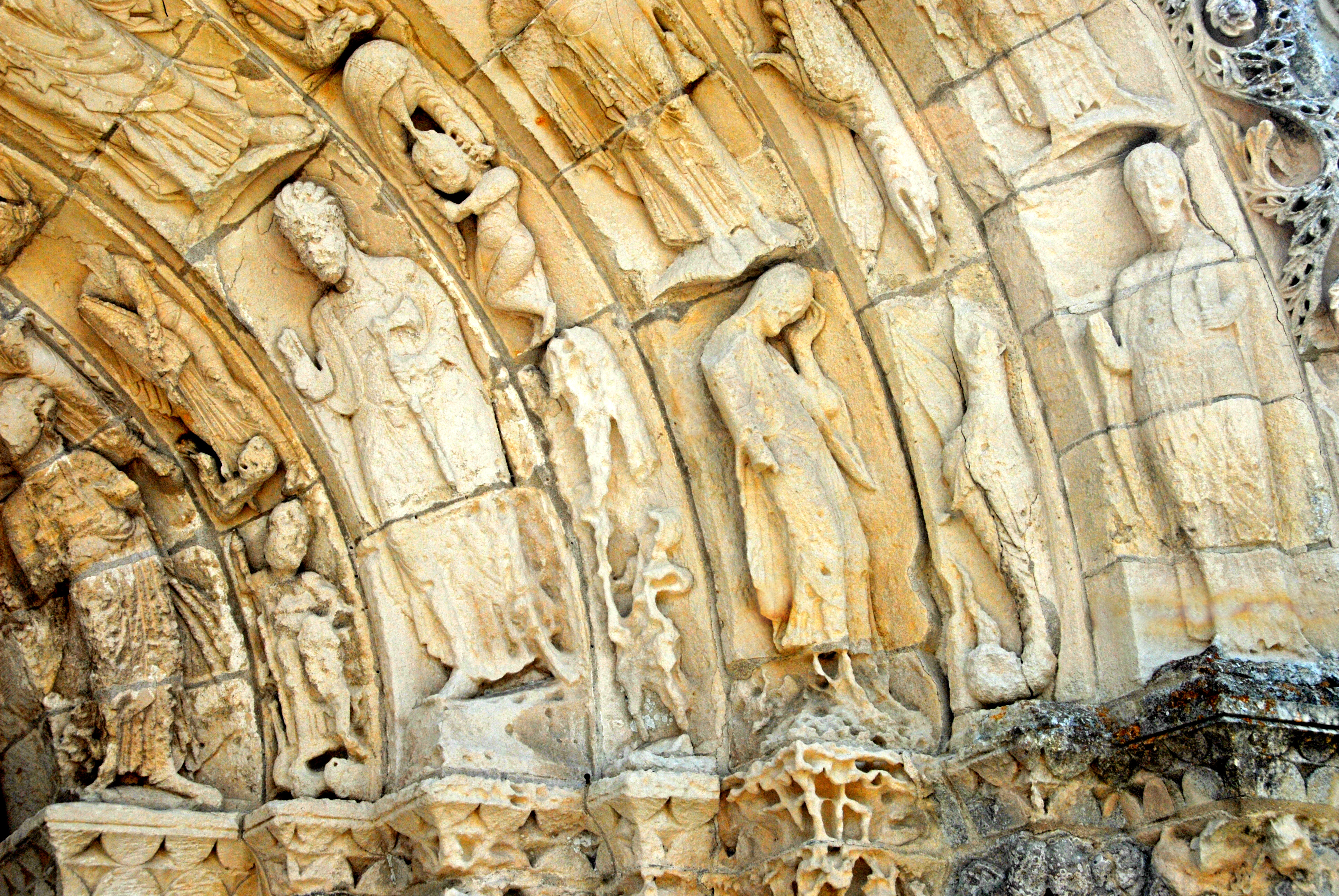
Chadenac, Archivoltenportal, Detail rechts

Die waagerechte Unterteilung übernimmt über dem Erdgeschoss ein weit ausladendes Gesims auf Kragsteinen, über dem ersten Obergeschoss ein Kraggesims.
Die Vertikalunterteilung im Erdgeschoss erfolgt durch halbe Rundsäulen, die bis zur Kapitellhöhe der Portale reichen. Die Säulen werden aufwärts verlängert mit kurzen und dünneren Säulenstücken, auf denen große Skulpturen stehen. An den Fassadenkanten des Erdgeschosses stehen Pfeilervorlagen, die ähnlich wie bei den vorgenannten Säulen um ein kurzes und schmaleres Vorlagenstück verlängert werden, auf denen wieder große Skulpturen stehen.
Das Archivolten–Hauptportal bildet das Zentrum des Erdgeschosses der Fassade, mit sieben skulptierten Bögen und sieben Säulen je Seite, und ist zwischen den teilenden Säulen genau eingepasst. Das Gleiche gilt für die flankierenden dreigliedrigen Archivolten – Blindportale.
Im ersten Obergeschoss gibt es eine sich über die gesamte Fassadenbreite ausdehnende Blendarkatur, aus fünf größeren Blendarkaden, in denen je zwei kleinere mit zusätzlichem Rückversatz untergebracht sind.
Das zweite Obergeschoss ist auch gleichzeitig oberer Abschluss, dessen Ortgang der Dachneigung des Schiffes folgt. In seiner Mitte gibt es nur noch ein Archivolten–Scheinfenster.

### Feinstrukturen
Das Archivoltenportal kennt, außer bei der ersten Archivolte, nicht die klassischen Abstufungen aus Stirnseiten und Innen- oder Unterseiten. Die einzelnen Sichtseiten der Bögen verlaufen im Querschnitt von außen nach innen schräg und sind kehlenartig ausgerundet. Es gibt dementsprechend sieben Sichtseiten, in unterschiedlichen Breiten, mit Skulpturen in sehr verschiedenen Maßstäben. Wegen der geringen Abstufung der Archivoltenbögen ist die Gesamttiefe der Portalgewände, trotz siebengliedriger Ausführung, relativ klein geblieben.
Wie oft bei den Archivoltenportalen in der Saintonge ist das Hauptthema ihrer Skulptur der Kampf zwischen den Gewalten des Guten und des Bösen.
Bis auf die beiden Christusdarstellungen sind alle Skulpturen tangential angeordnet. Vieles ist stark verwittert und auch durch mechanische Einwirkung beschädigt worden. Es gibt daher viele Probleme mit der Deutung oder ikonographischen Zuordnung der Darstellungen.

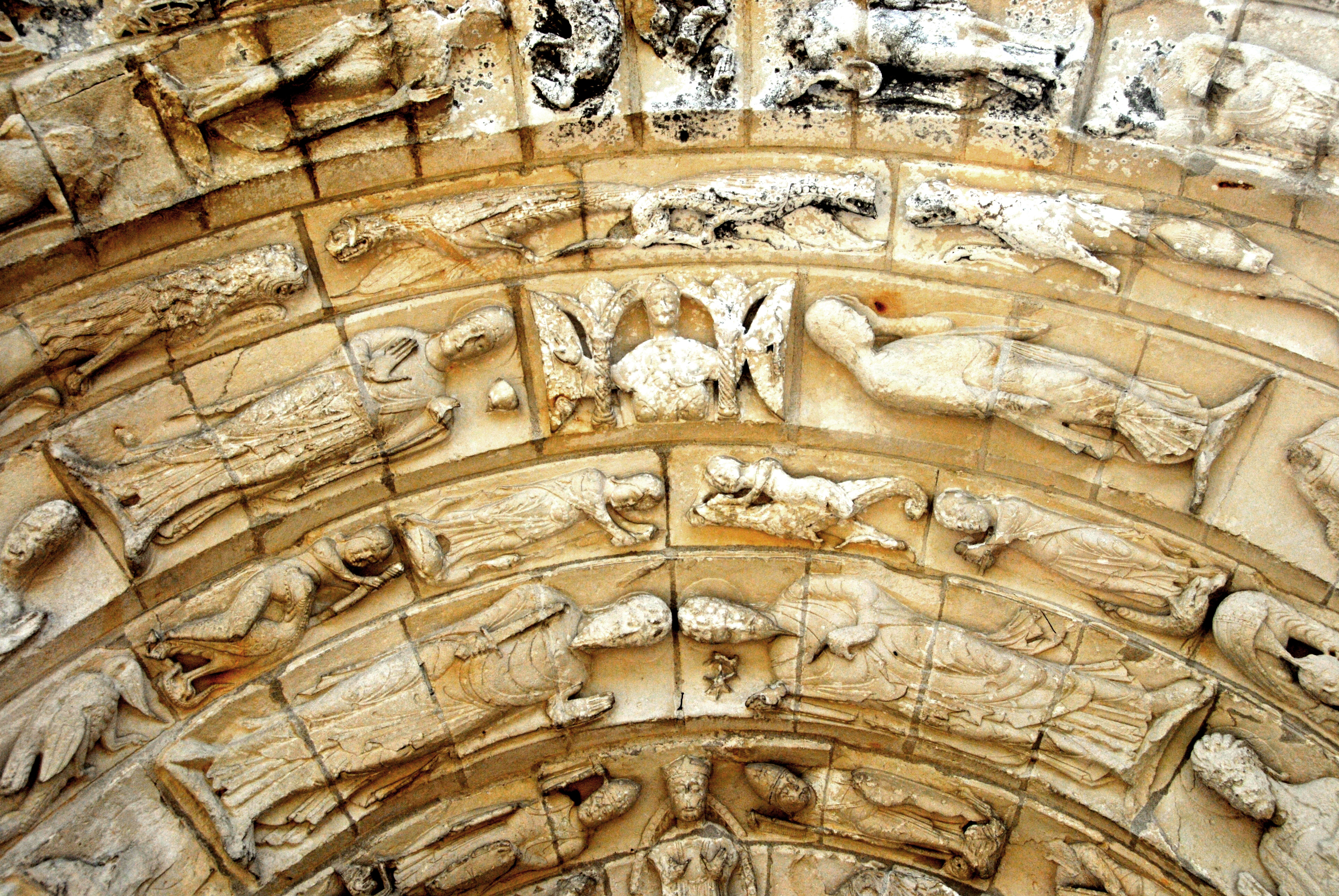
Chadenac, Archivoltenportal, Detail Mitte

Über die 1. und 2. Archivolte reicht in der Mitte eine Darstellung Christi in der Mandorla. Er trägt eine Krone und hält die Hände aufrecht in Brusthöhe, mit abgespreizten Daumen. Die vier großen Personen auf der 1. Archivolte sind übereinander verschoben angeordnet, aber wegen der Verwitterung nicht zu identifizieren.
Anders ist es bei dem 2. Archivoltenbogen, deren sechs einzelne Figurenpaare die „Tugenden und die Laster“ verkörpern. Die aufrecht stehenden (oben ist hier die Mitte) „Tugenden“ – die Guten – sind hehre Gestalten, ausgerüstet mit spitzen Helmen, Schilden und Lanzen. Ihnen zu Füßen kauern und winden sich die „Laster“ – die Bösen – als elende menschliche Gestalten, mit körperlichen Missbildungen und Fratzengesichtern. In einem Fall (links neben der Mitte) ist das „Laster“ besonders gut zu erkennen. Es handelt sich um einen bis zum Skelett abgemagerten Menschen mit überdimensional großem Kopf und aufgedunsenem Bauch.

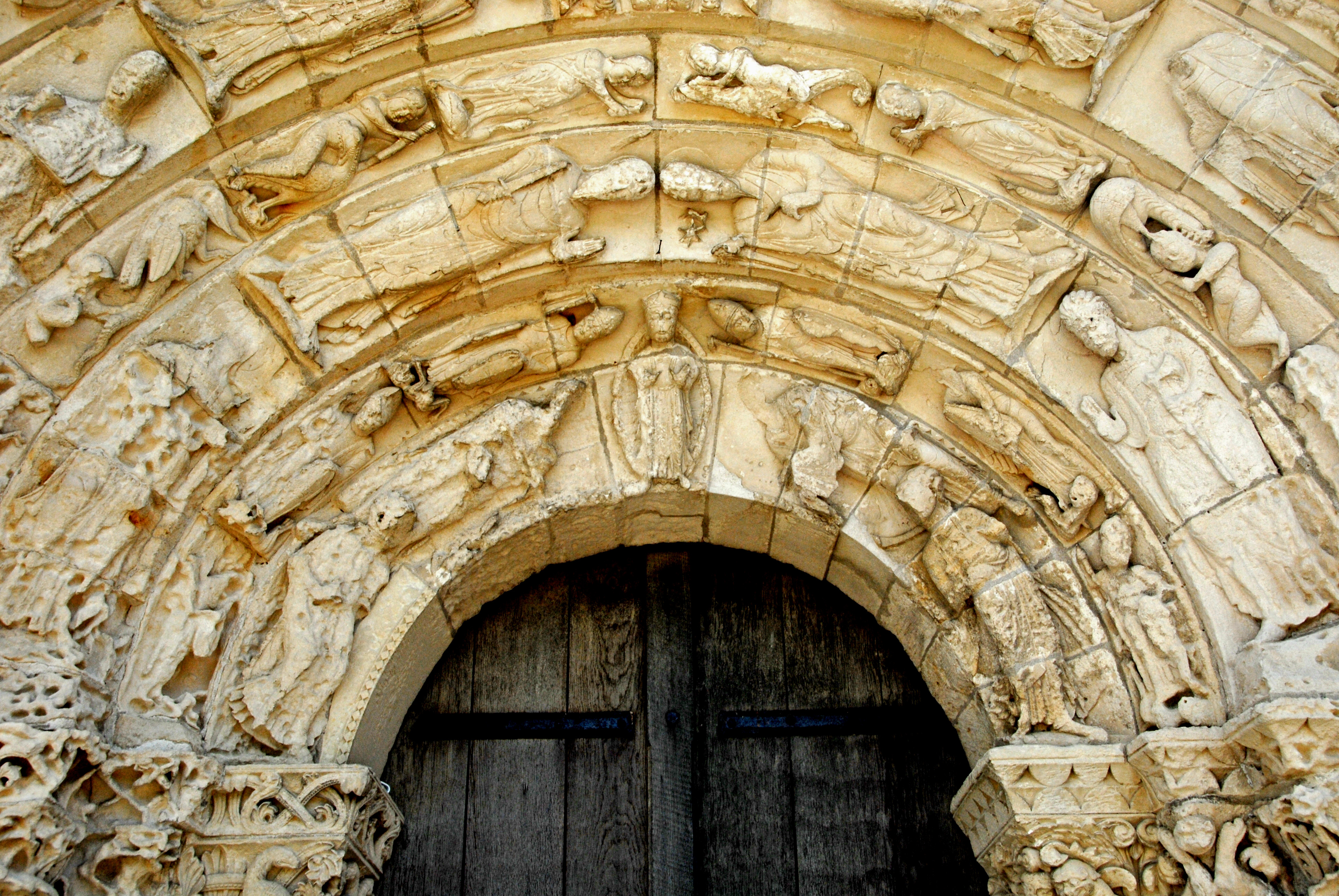
Chadenac, Archivoltenportal, Detail Mitte unten

Auf der Sichtseite der 3. Archivolte finden sich die größten Personendarstellungen. Es sind vier Märtyrer, deren mitgeführte Gegenstände auf ihre Folter- und Todesart hinweisen sollen. So sehen wir eine langschäftige Axt und ein Schwert. Bei genauerem Hinsehen erkennt man hinter den Köpfen kreisrunde Nimben, die für ihre Heiligkeit stehen.
Die Szenen auf der 4. Archivolte bleiben für uns weitgehend rätselhaft. Die Menschen des Mittelalters müssen sie verstanden haben. In fast allen Fällen ringen Männer und Frauen mit Tiergestalten aus einer Fantasiewelt, der Inkarnation des Bösen. Bei der zweiten Szene neben der Mitte wehrt sich eine Person gegen den Angriff eines riesigen Vogels mit Echsenschwanz und Echsenkopf, der sich in ihren Leib verbissen hat, mit einem Stock von oben auf ihn stoßend. In der dritten Szene rechts der Mitte sehen wir eine Frau mit einem ähnlichen Monstrum, wieder mit einem Vogelkörper und Echsenschwanz, das sich auf ihrem Kopf festgekrallt hat und mit seinem gewaltigen Echsenmaul und dessen spitzen Zähnen zupackt. Ein anderer Abschnitt zeigt eine Tiergestalt ohne Menschenbeteiligung, einen Vierfüßer mit echsenähnlichem Körper und schlangenähnlichem Schwanz, insektenartigen Flügeln und mit einem großen zum Maul hin spitz zulaufenden Kopf, das Unheil aus der Fantasiewelt des Mittelalters.

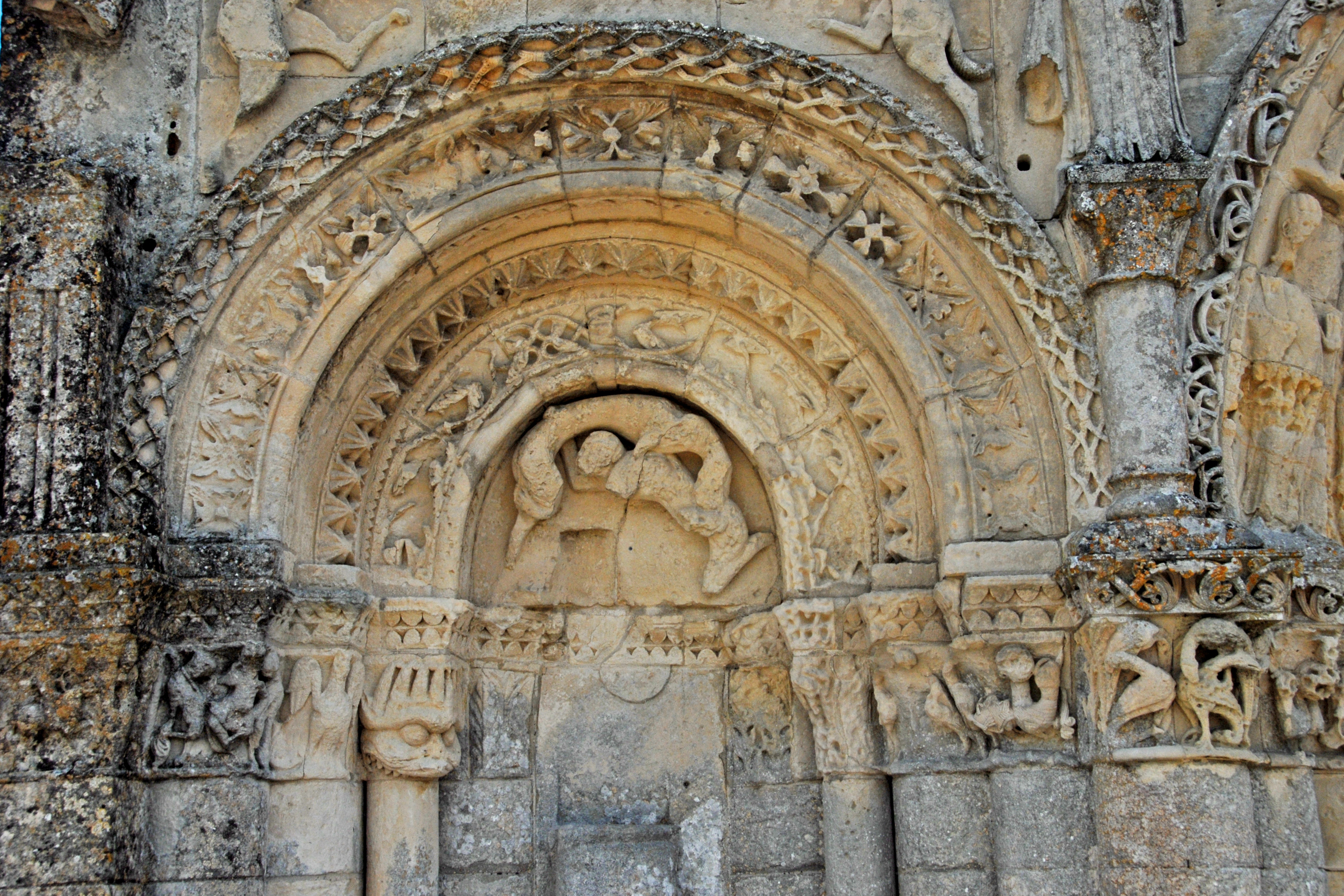
Chadenac, Blindportal links

Die 5. Archivolte bietet wieder Bekanntes von anderen Portalen der Saintonge, das Gleichnis von den klugen (guten) und den törichten (bösen) Jungfrauen. Im Zentrum der Oberkörper Christi, hier gut erhalten, mit ausgebreiteten Armen auf die beiden Himmelstüren weisend, die zu seiner Linken ist verschlossen, die zu seiner Rechten ist offen. Die klugen Jungfrauen streben der offenen Tür zu, erhobenen Hauptes und mit kelchartigen nach oben gerichteten Gefäßen in einer Hand. Es handelt sich dabei um Öllampen, die noch mit Öl gefüllt und angezündet sind. Sie werden als Gute durch das Tor schreiten. Auf der geschlossenen linken Gegenseite stehen entsetzt die törichten Jungfrauen, den Kopf abgewandt, gesenkt und mit einer Hand gestützt. In der anderen abwärts hängenden Hand halten sie das gleiche kelchartige Gefäß (bestens erhalten bei der zweiten Figur, rechts neben der Mitte), mit der Öffnung nach unten weisend, und demonstrieren damit, dass es kein Öl mehr enthält, da sie es verschwendet haben. Ihnen, den Bösen, bleibt der Zugang versperrt.

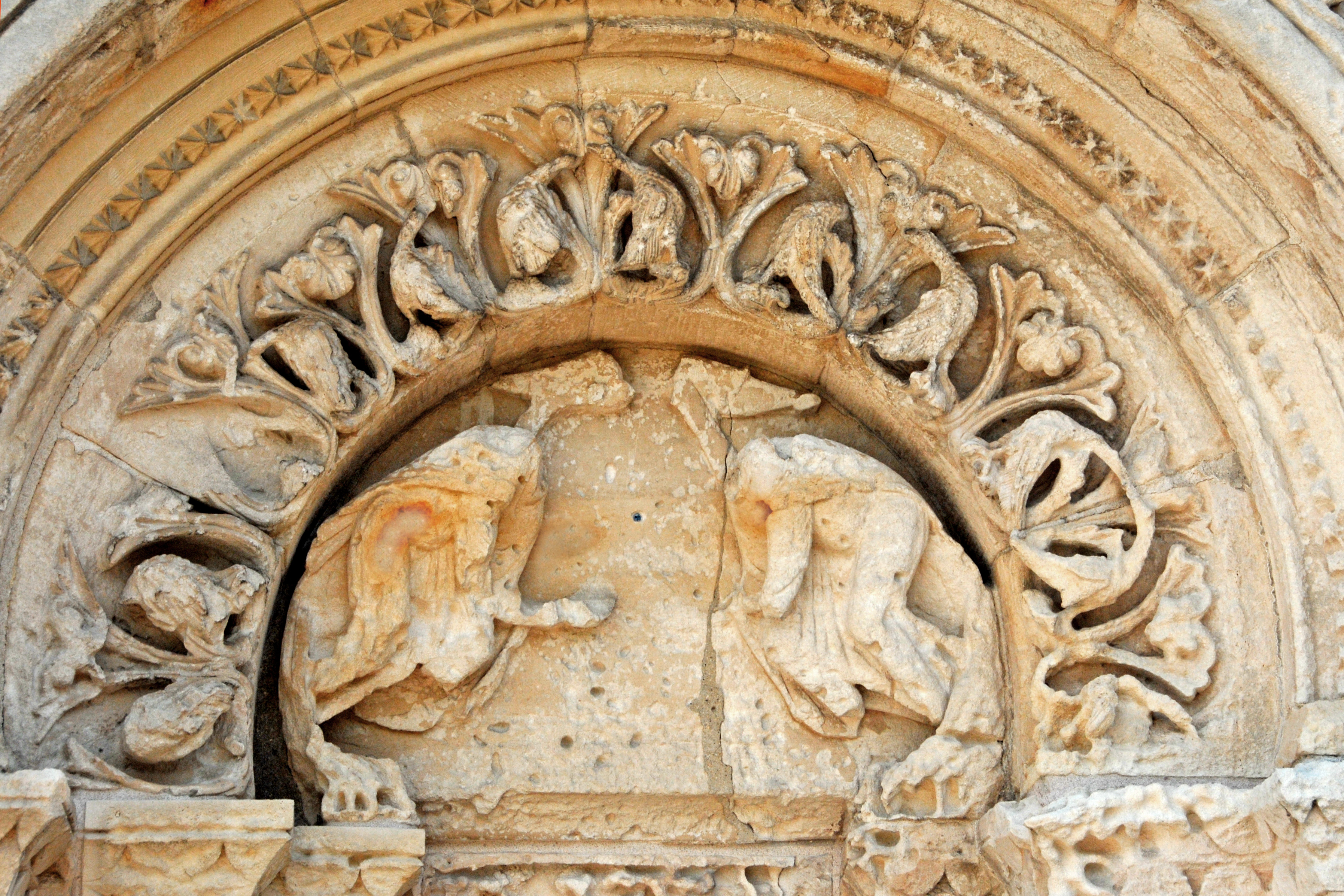
Chadenac, Blindportal rechts

Die 6. Archivolte enthält acht Tiergestalten ohne beteiligte Menschen, fast alles Fabeltiere aus einem Vogelleib mit Vogelkrallen, Echsenschwanz schlangenartig aufgerollt, und mit Echsenkopf, dem eines Krokodils ähnlich. Alle stehen hier für das Böse.

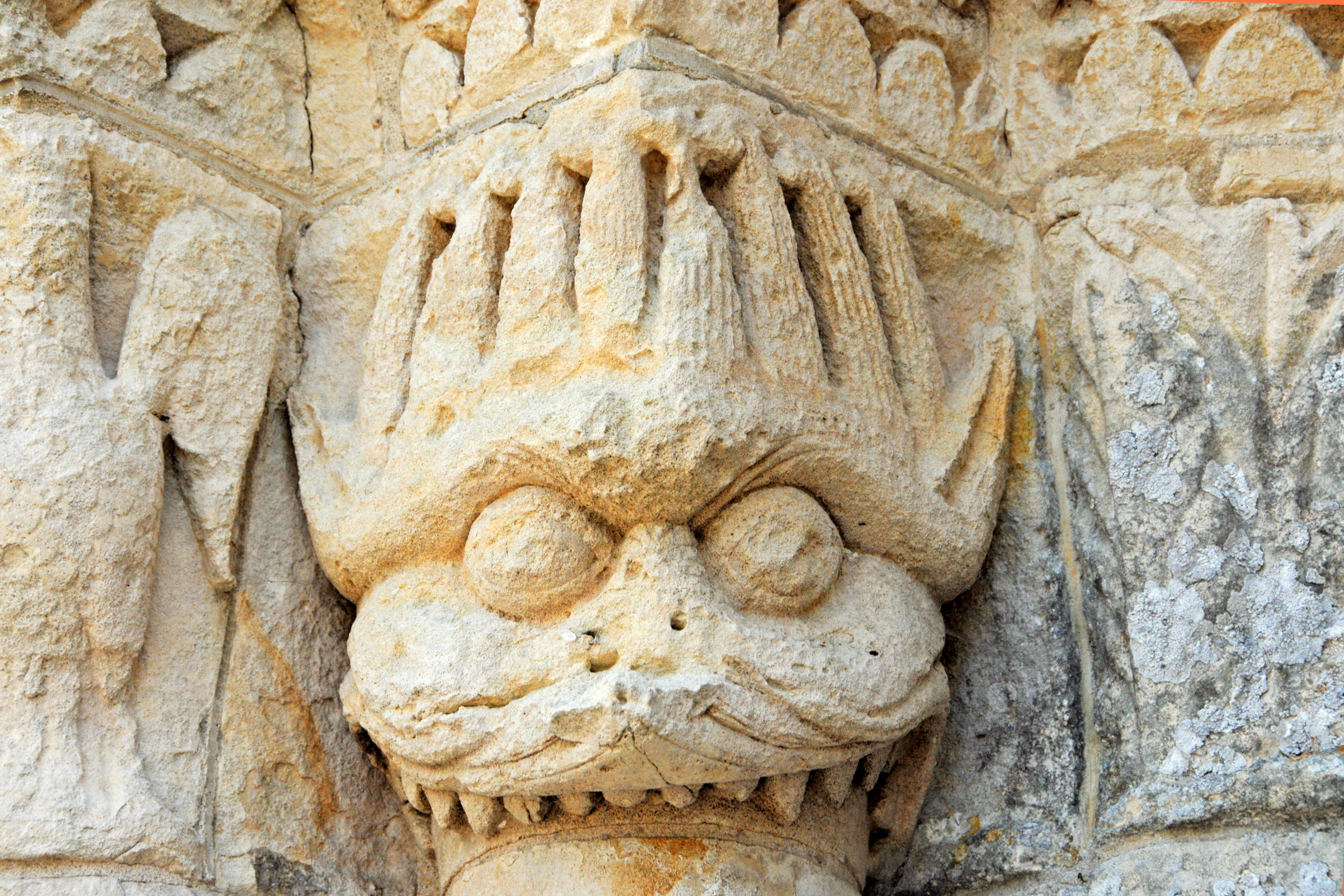
Chadenac, Kapitell, Blindportal links, Monster frisst Säule

Die Bedeutung der neun Skulpturen der 7. und äußeren Archivolte bleibt verschlossen. Sie sind weitgehend verwittert oder beschädigt und zeigen kaum Zubehör, über das man sie identifizieren könnte. Die beiden Frauen unten rechts sind noch gut erhalten Die untere hält in ihrer Linken ein Buch aufrecht. Die darüber hält mit beiden Händen ein Band, bogenartig über der Brust gespannt, vielleicht ein Schriftband. Die nächste Person hält ihre Arme hoch über den Kopf, mit den Händen vereint (gefesselt?). Die nächste, vermutlich eine Frau, trägt über den linken Arm eine Tasche oder einen anderen Gegenstand. Die Rechte ist hoch erhoben. Die beiden Steine in der Mitte des Bogens tragen nicht deutbare Flachreliefs, auf dem rechten sind kleine Füße zu erkennen. Seltsam ist die Darstellung links der Mitte. Neben der Person und von ihr unabhängig ist ein überlanger Arm mit Hand dargestellt. Bei der nächsten Person ist der ganze Oberkörper zerstört. Die vorletzte Person trägt als einzige dieses Bogens einen Nimbus hinter dem Kopf, die Rechte offen erhoben. Der linke Arm fehlt. Die unterste Person hält wieder ein Buch im rechten Arm, die Linke nach oben offen erhoben. Vermutlich handelt es sich bei dem Personenkreis um Sinnbilder des Guten.
Beidseitig des Portals stehen je sieben unterschiedlich dicke, unstrukturierte Rundsäulen in einer Reihe, auf mehrfach abgestuften Basen, und tragen sieben Archivoltenkapitelle und deren Kämpfer. An den kläglichen Überresten der Verwitterung erkennt man aber noch die aufwändige künstlerische Steinmetzarbeit. Die inneren Kapitelle sind noch recht gut erhalten. Sie zeigen wieder die „bösen“ Vogelgestalten mit Echsenköpfen und -schwänzen.
Die beiden äußeren Blindportale haben wieder Archivoltenbögen mit „richtiger“ dreifacher Abstufung der Bögen, in unterschiedlichen Querschnitten. Die der äußeren und inneren Archivoltenbögen sind deutlich größer als die der mittleren. Die Ornamentik ist im Wesentlichen pflanzlicher und geometrischer Art und wird durch Profile und Bänder unterbrochen. Pflanzlich ist auch die Ornamentik der die Bögen umfassenden Bänder.
Die Archivoltenkapitelle auf den Rundsäulen zeigen Szenen und Figuren aus der Fantasiewelt der Menschen des Mittelalters. Im linken Scheinportal gibt es einen Kopf, dessen Maul von oben über eine der Säulenschäfte gestülpt ist. Die Kämpferprofile tragen geometrische Bandornamentik.
Die Plastiken in den Tympana der Scheinportale sind stark verwittert und kaum noch erkennbar. Im linken Tympanon könnte eine echsenartige Gestalt dargestellt sein, die einen Menschen ergriffen und emporgehoben hat. Im rechten hocken zwei Gestalten (eine tierisch, die andere menschlich?) gegenüber, offenbar bereit, sich aufeinander zu stürzen.
In den Feldern unterhalb der Tympana haben die beiden lebensgroßen Statuen ihre Oberkörper verloren. Der Unterkörper der linken steht auf einem ebenso unvollständigen tierischen Körper, mit aufgeringeltem Echsenschwanz.
Über den Bögen der beiden Scheinportale sind recht originelle Szenen schwungvoll dargestellt, in denen je ein großer Hund und ein Löwe, erkennbar an der Mähne, sich von beiden Seiten auf ein erstarrtes Beutetier (Schaf?) stürzen.
Auf den die Portale trennenden Säulen stehen Monumentalstatuen, die keine Köpfe mehr tragen. Die linke Person ist eine herrschaftliche Frau in eleganter fußlanger Kleidung. Ihr rechter Arm hängt locker nach unten. Ihr Ärmel wird ab dem Handgelenk bis unter die Knie verlängert, mit einem glockig schwingenden, unten offenen textilen Gebilde. Ein solches Kleidungsdetail trägt auch eine weibliche Monumentalskulptur an der Fassade der Kirche St-Hérie im gleichnamigen Ortsteil von Matha. Die rechte Person ist an ihren ausgebreiteten Flügeln als Engel erkennbar. Er steht auf dem Körper einer undefinierten Tiergestalt. Auf den beiden äußeren Pfeilervorlagen sind nur noch Reste von Statuen zu finden, deren Identifikation nicht mehr möglich sein dürfte. Es gibt aber folgenden Deutungsversuch von drei der vier Skulpturen: Links außen der hl. Georg (?) und halblinks die von ihm aus der Gewalt des Drachen befreite Prinzessin, ferner halbrechts der Erzengel Michael, mit dem „Untier“.
Ein doppeltes Gesims trennt das Erdgeschoss vom ersten Obergeschoss und wird von Kragsteinen getragen. Die beiden Gesimsteile sind von rechteckigem Querschnitt, das obere ohne Struktur, die senkrechte Sichtseite des unteren ist mit pflanzlichen Ornamenten geschmückt. Das Gesims wird getragen von Kragsteinen in L-Form, dessen innerer Winkel ausgerundet, profiliert und mit geometrischen Strukturen dekoriert ist. Die Zwischenräume der Kragsteine sind gefüllt mit einzelnen meist runden Flachreliefs, als Rosetten und Flechtwerk. In unregelmäßiger Folge sind zwischen den Kragsteinen auch Porträt–Köpfe angebracht, manchmal auch paarweise.
Auf dem doppelten Gesims stehen die Säulen der Blendarkatur, und zwar sechs für die fünf größeren Arkadenbögen und zusätzlich fünfzehn für die zehn kleineren rückversetzten Arkadenbögen. Die Dekoration der Arkatur bleibt ganz einfach. Den Bögen folgen einfache Profile, die oberen sind eingefasst von einem schmalen Band aus sternförmigen Ornamenten. Die Kapitelle und dicken Kämpfer sind nicht ornamentiert. Das erste Obergeschoss wird vom zweiten getrennt durch ein kaum auftragendes Band mit einfacher geometrischer Struktur.
Das zweite Obergeschoss ist an seinen Seiten kaum noch einen Meter hoch und steigt zum First hin mit ca. 20 Grad Neigung an. Zwischen dem vorstehenden Teilungsband und der leicht auskragenden Giebelabdeckplatte ist unter dem First ein Archivolten – Scheinfenster eingestellt. Zwei schlanke Rundsäulen mit Kämpfern wie im Geschoss darunter tragen einen Bogen aus drei kräftigen Rundstäben, die außenseitig von einem dünnen einfach ornamentierten Profilband eingefasst werden. In dem Archivoltenfeld ist eine wesentlich kleinere Blindfensternische mit Rundbogen eingefügt.

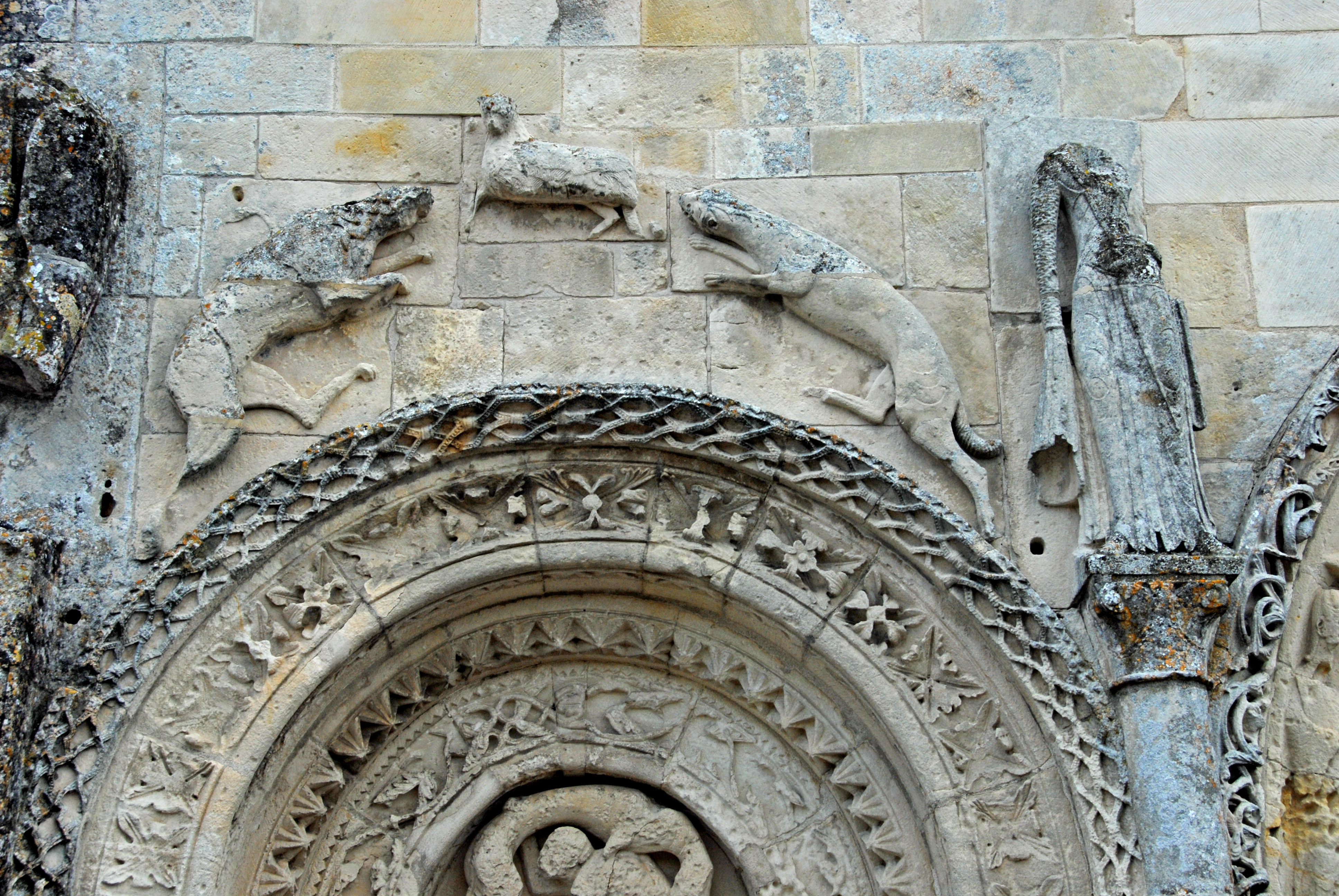
Chadenac, Hund + Löwe stellen Beute
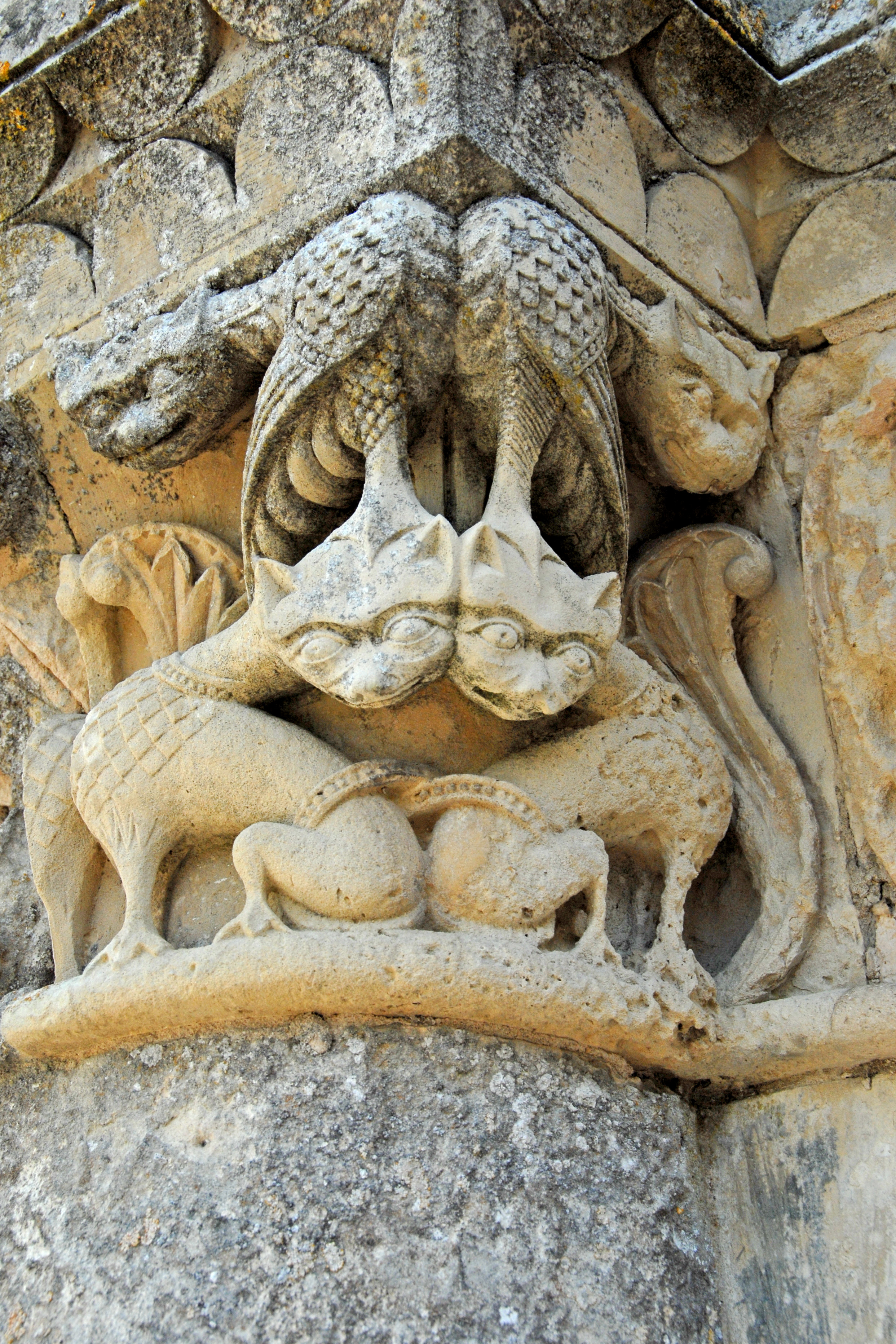
Chadenac, Portalkapitell, Monster auf Löwen mit Katzenköpfen
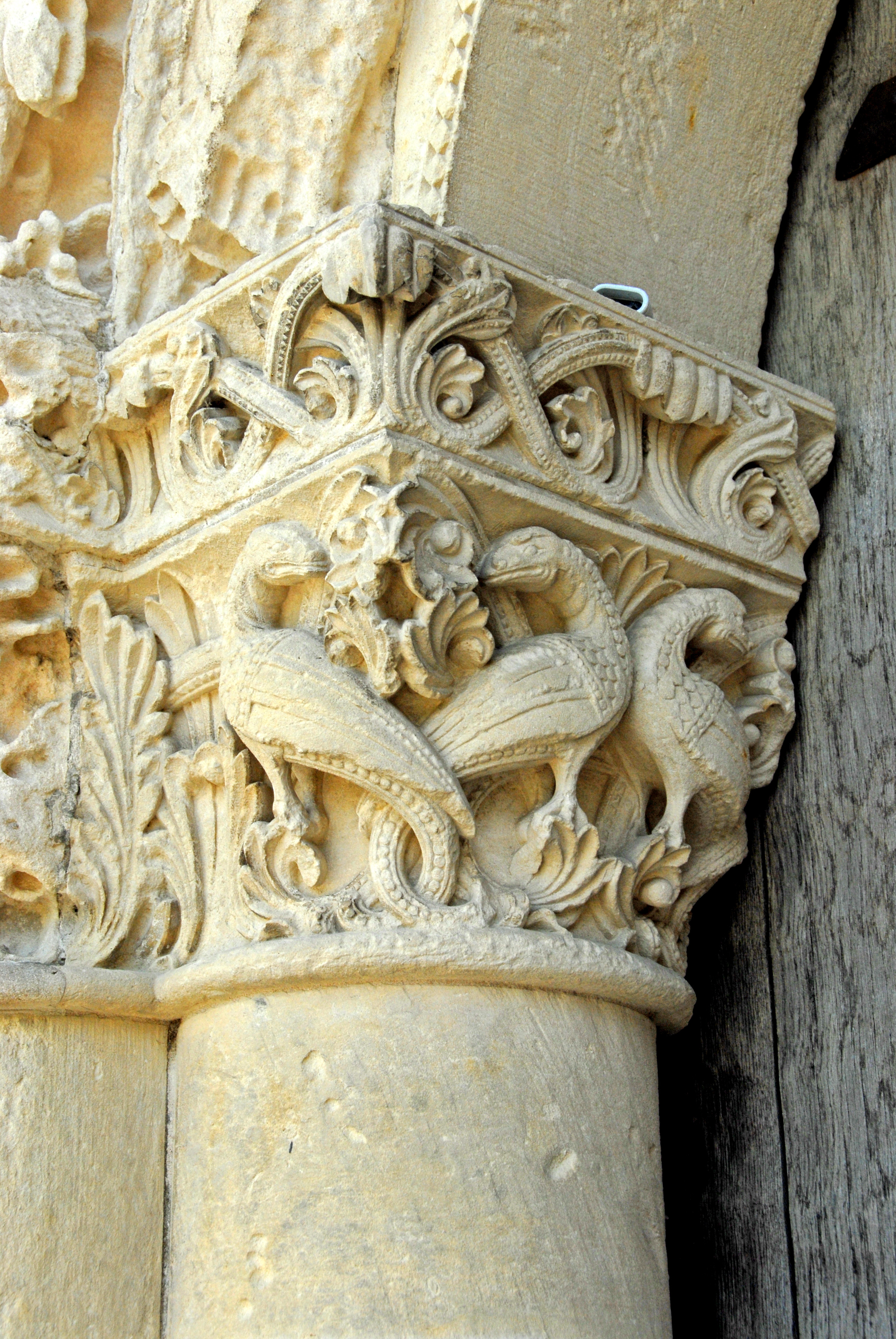
Chadenac, Portalkapitell, Vögel mit Echsenschwänzen und -köpfen
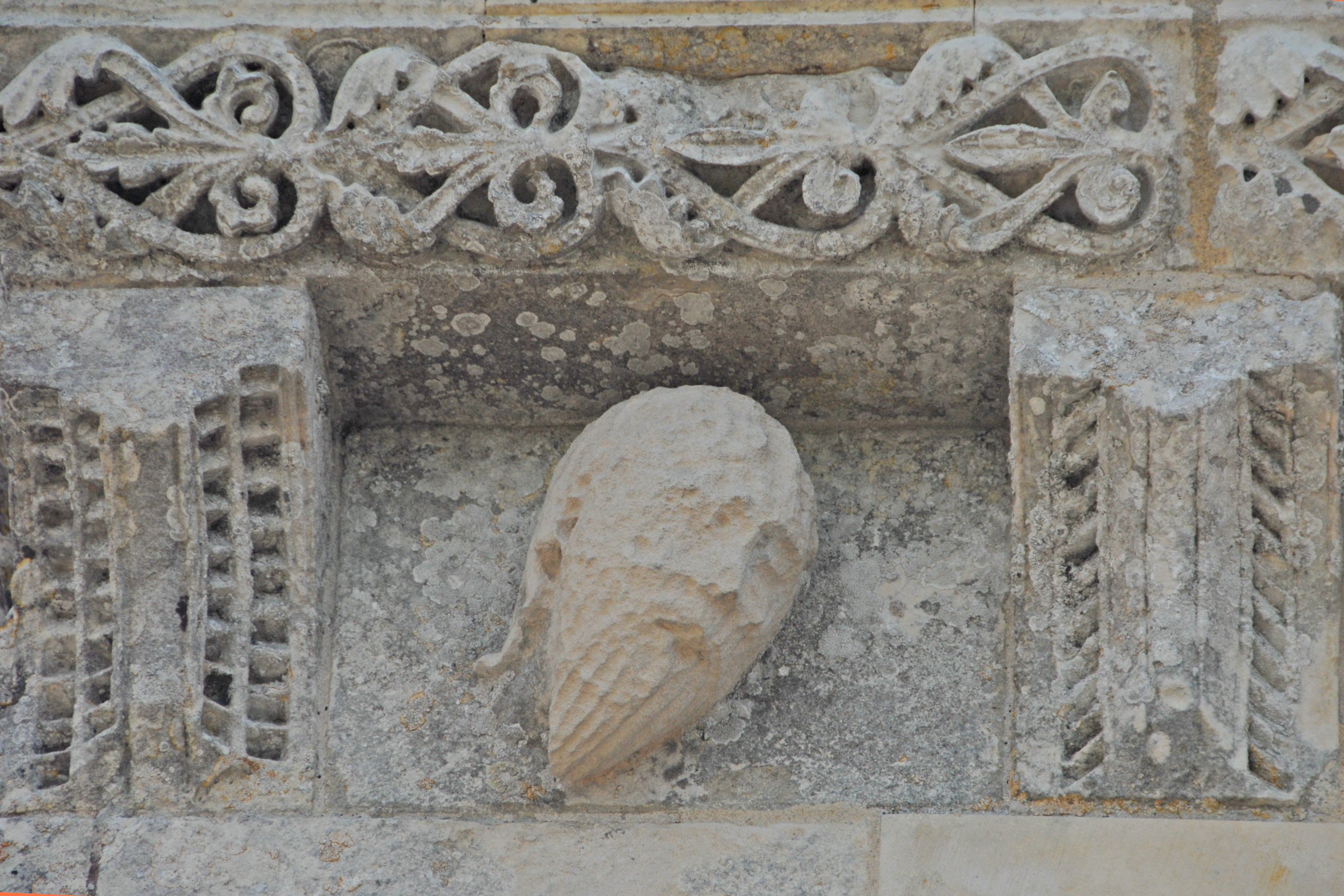
Chadenac, Kraggesims, Detail